# SpaceX

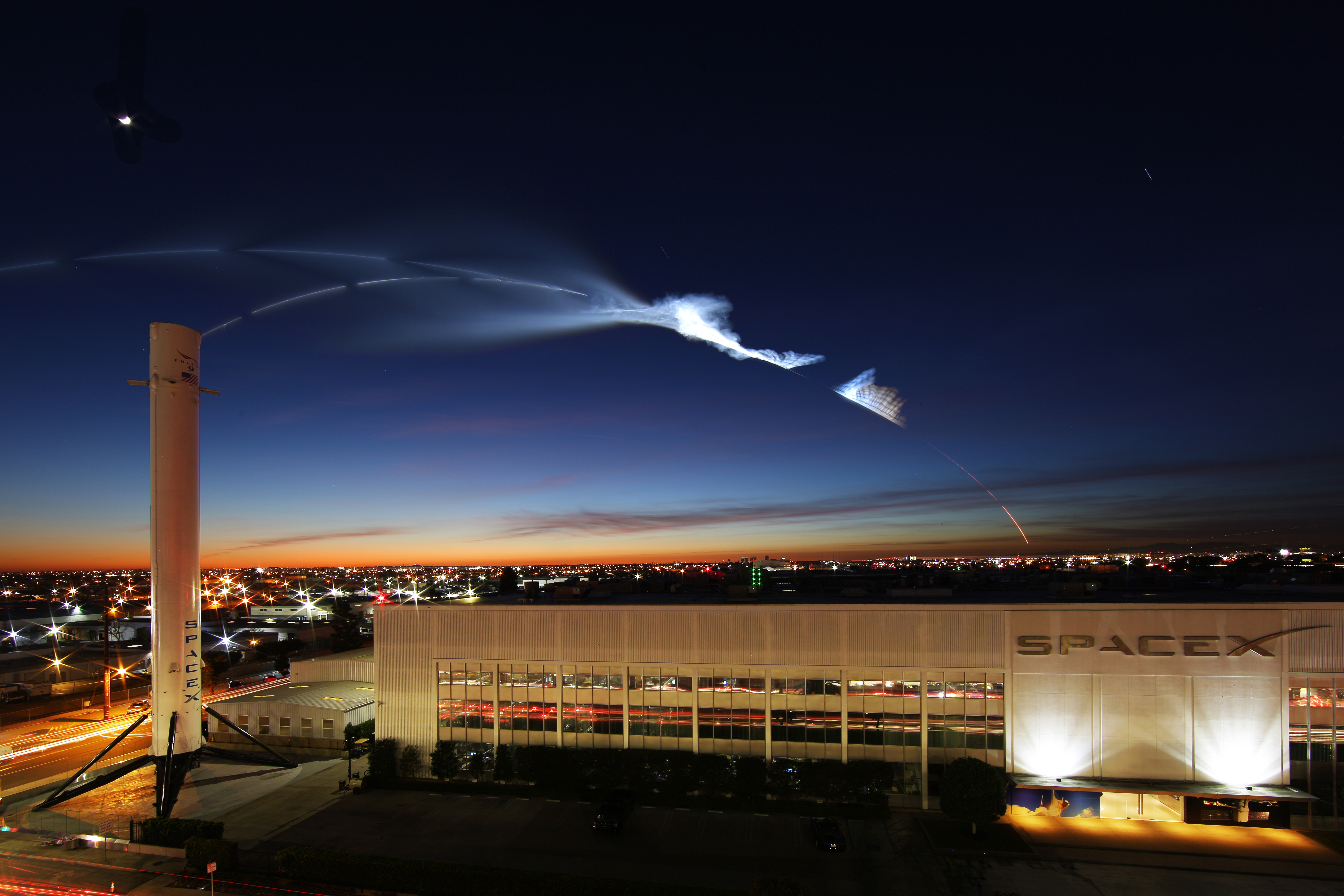
Het hoofdkwartier van SpaceX in Hawthorne in de schemering met links de eerste gelande Falcon 9-booster van SpaceX terwijl hoog in de lucht de uitlaatgassen van een Falcon 9 door de zon worden verlicht

SpaceX (officieel Space Exploration Technologies Corp.) is een Amerikaans bedrijf voor ruimtetransport, gevestigd in Hawthorne, Californië. Het ontwikkelde de Falcon-raketten, met het doel deze te gebruiken als herbruikbare lanceerraketten. Het ontwikkelde ook de Dragon-ruimtevaartuigen die met Falcon 9-raketten in een baan om de aarde of rond de Maan gebracht kunnen worden om ruimtestations te bevoorraden of er bemanning te brengen en halen. SpaceX ontwerpt, test en produceert de meeste onderdelen zelf, waaronder de Merlin 1-, Kestrel-, Draco-, de SuperDraco en Raptor-raketmotor.
SpaceX won in december 2008, net als Orbital Sciences Corporation (nu Northrop Grumman Innovation Systems), een Commercial Resupply Services (CRS)-contract voor CRS-fase 1. Dat van SpaceX garandeerde minstens 12 missies om goederen naar en van het Internationaal ruimtestation ISS te verzenden. In september 2014 kwam daar ook een Commercial Crew-contract van NASA bij, om vanaf 2020 met de Dragon 2 bemanningen naar en van het ISS te vervoeren en ook won SpaceX een tweede CRS-contract. Daarnaast lanceert SpaceX ook satellieten en ruimtesondes. In 2020 won SpaceX een NSSL-contract waarmee het bedrijf gegarandeerd 40 procent van de "high profile"-lanceringen voor Het Pentagon in de wacht sleept. Ook ontwikkelt SpaceX een aantal nieuwe technieken waaronder herbruikbaarheid van raketten, satelliet-internet, en bemande mars- en maan-landers. 
Ook droeg SpaceX bij aan de ontwikkeling van de Hyperloop en facilliteert SpaceX de ontwikkeling van snellere tunnelboortechnieken door The Boring Company, een ander bedrijf van CEO Elon Musk. 
Opvallend aan SpaceX is dat het veel lagere lanceerprijzen in rekening brengt dan de concurrentie en anders dan de concurrentie volledig in Amerika gebouwde raketten en ruimtevaartuigen levert. SpaceX is het grootste en bekendste bedrijf dat tot de NewSpace-beweging wordt gerekend. SpaceX is sinds 2017 wereldwijd de grootste aanbieder van lanceringen. De waarde van het bedrijf werd in december 2023 op 180 miljard dollar geraamd.

## Geschiedenis

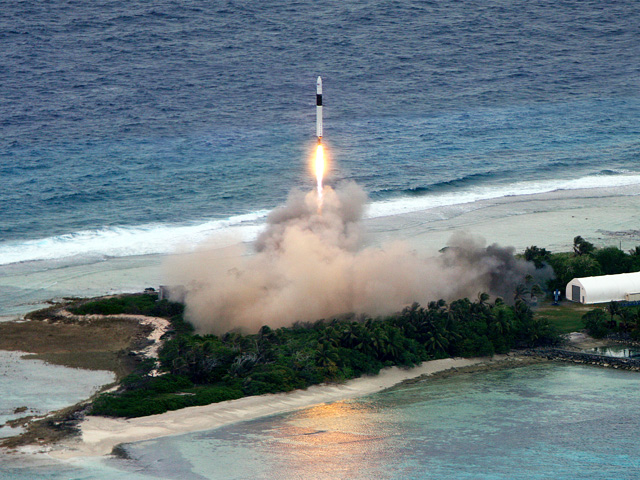
De Falcon 1 was de eerste privé gefinancierde draagraket die een baan rond de aarde bereikte

SpaceX werd in juni 2002 opgericht door ondernemers Elon Musk en Jim Cantrell. Een jaar eerder, nadat Musk miljoenen had verdiend door de verkoop van zijn aandelen van het door hem mede-opgerichte bedrijf PayPal, waren Musk en Cantrell naar Rusland gevlogen om een afgeschreven intercontinentale ballistische raket te kopen en aan te passen om daarmee een muis naar Mars te sturen. De Russen wilden deze echter niet verkopen voor de prijs die Musk in gedachten had en Musk kocht ze niet. Musk besloot daarop zelf draagraketten te willen ontwikkelen. Cantrell, die zijn sporen als ruimtevaartondernemer reeds had verdiend, werd vicepresident van SpaceX maar verliet het bedrijf na enkele maanden omdat hij geen vertrouwen in de toekomst van het bedrijf had. In datzelfde jaar werd Gwynne Shotwell aangenomen die sindsdien de dagelijkse leiding over het bedrijf heeft. Musk had tegen maart 2006 $100 miljoen ingebracht van zijn eigen geld.

### 2006 t/m 2010, vijf Falcon-1 lanceringen
In eerste instantie werd de Falcon 1-lichtgewichtraket ontwikkeld. Na drie mislukte lanceringen in 2006, 2007 en 2008 met de slecht werkende Merlin-1A-raketmotor en een bijna-bankroet, lukte het SpaceX in 2008 en 2009 met de toen nieuwe Merlin-1C-raketmotoren twee maal een vracht in een baan om de aarde te brengen met een Falcon 1: een dummy en de Maleisische satelliet RazakSAT.

### 2010 t/m 2012, demonstratievluchten
Na deze laatste Falcon 1-lancering stopte SpaceX met de Falcon 1 ten behoeve van de Falcon 9 v1.0 ook die gebruikmaakte van 9 Merlin-1C-raketmotoren in de eerste trap. De daadwerkelijke ontwikkeling van deze raket ging samen met de ontwikkeling van de Dragon van start nadat NASA SpaceX in 2006 had geselecteerd voor het Commercial Orbital Transportation Services-programma, het gesubsidieerde ontwikkelingsprogramma voor ruimtevrachtcapsules en draagraketten dat voorafging aan het Commercial Resupply Services-programma.

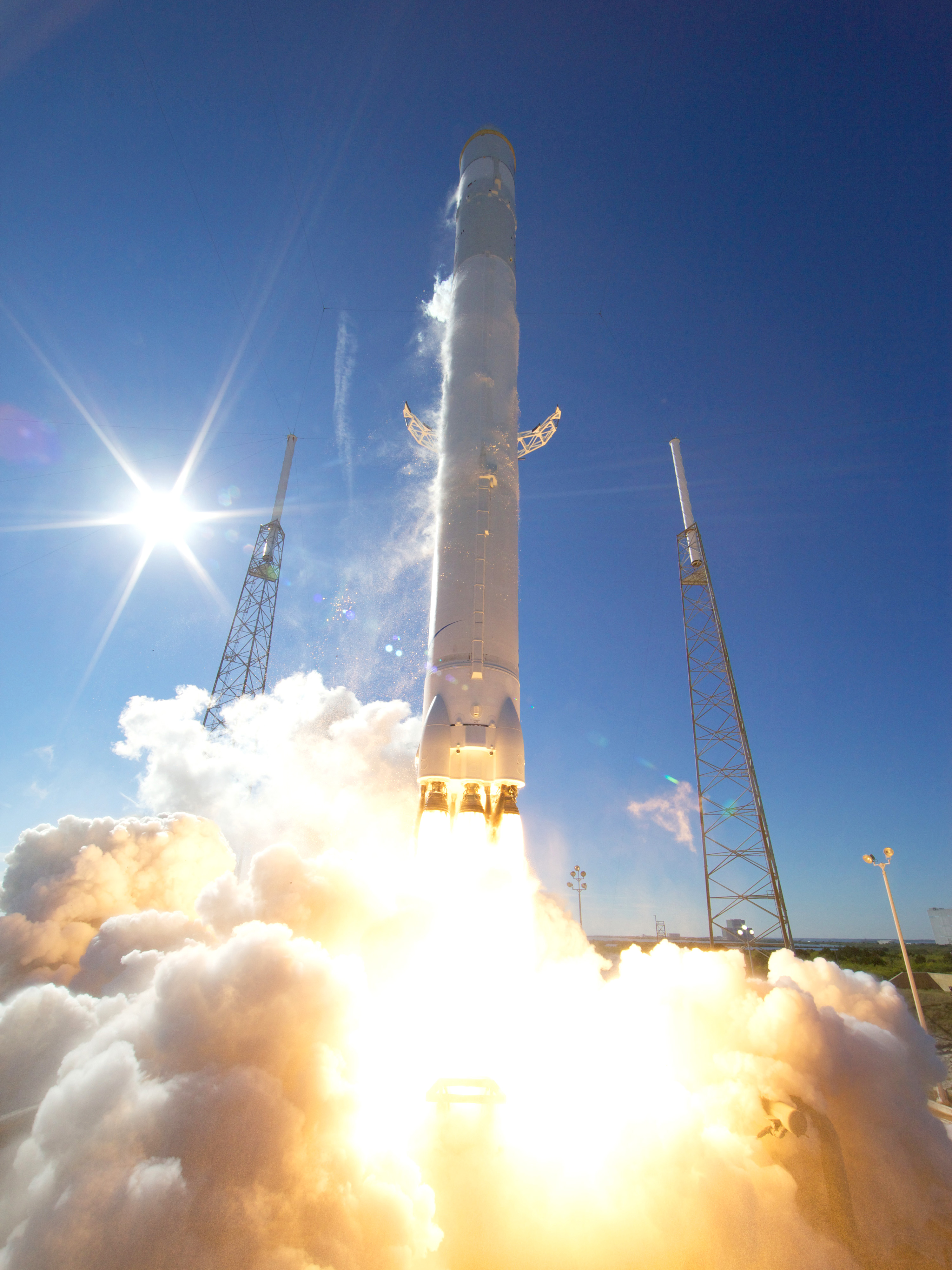
De eerste lancering van een Dragon, testvlucht COTS-1

In december 2010 werd SpaceX het eerste privébedrijf dat met succes een ruimtevaartuig (een Dragon) kon lanceren, in een baan om de aarde brengen en terugbrengen.
In 2011 bracht Elon Musk voor het eerst concrete plannen voor de Falcon Heavy, een superheavyliftklasseraket in de openbaarheid. Volgens de toenmalige plannen moest de raket 53.000 kg aan nuttige lading in een lage aardbaan kunnen brengen en in 2013 zijn eerste proefvlucht maken. Dit werd echter meermaals uitgesteld en het ontwerp zou nog flink veranderen. De Falcon Heavy zou pas in 2018 debuteren.
Op 22 mei 2012 werd de eerste Dragon-capsule gelanceerd met als bestemming het ISS. Op 24 mei werd deze capsule aan het ISS gekoppeld door André Kuipers. Op 31 mei 2012 werd de capsule losgekoppeld van het ISS en kwam de Dragon in de Grote Oceaan neer op de coördinaten: 27N, 123E. Dit was echter een testvlucht, bedoeld om de boordsystemen te testen. Het toestel was vrijwel leeg. Een tweede vlucht (CRS-1, de eerste missionaire Dragon-vlucht) vond plaats op 8 oktober 2012, waarna het toestel op 10 oktober aan het ISS koppelde. Doordat een van de negen hoofdmotoren tijdens deze vlucht explodeerde kon de secundaire vracht bestaande uit een orbcomm-satelliet echter niet in een bruikbare baan gebracht worden. De anomalie had weinig gevolgen voor SpaceX omdat een nieuwe variant van de Falcon 9 al bijna beschikbaar was.
Ook begon SpaceX in 2012 met de testvluchten van techniekdemonstratie-raket Grasshopper waarmee ze de beginselen van propulsieve raketlandingen onder de knie kregen. De Grasshopper werd opgevolgd door de F9R-Dev die hoger vloog en met hogere snelheid kon landen. In 2014 explodeerde deze tijdens zijn vijfde testvlucht door een mankement. Maar de meeste testdoelen waren reeds bereikt. Om veiligheidsredenen mogen sinds die raketexplosie geen testlanceringen meer op het testterrein in McGregor worden uitgevoerd.

### 2013 t/m 2015, SpaceX komt op stoom
In de jaren 2013 t/m 2015 begon SpaceX de Falcon 9 frequenter te lanceren, ook voor commerciële klanten. Nieuwe ontwikkelingen en technische verbeteringen gingen door. Vanaf januari 2015 poogde SpaceX enkele malen een eerste rakettrap na gebruik rechtstandig te laten landen. Uiteindelijk slaagde men daarin.
Een krachtiger raketmotor (Merlin-1D) werd ontwikkeld en na vijf Falcon 9 v1.0-lanceringen werd de grotere en krachtiger Falcon 9 v1.1 in september 2013 in gebruik genomen, waarna SpaceX ook voor andere klanten dan NASA ging lanceren.
In 2014 kende NASA SpaceX een Commercial Crew-contract ter waarde van 2,6 miljard Amerikaanse dollar toe voor de definitieve bouw en testfase van de Dragon 2, waarmee ze astronauten naar het ISS mogen vliegen.
In april 2015 was de zesde Dragon-bevoorradingsmissie (SpaceX-CRS-6). Er zijn 20 succesvolle Falcon 9-raketlanceringen geweest.
Ook werd de Falcon 9 door het Pentagon gecertificeerd om militaire (geheime) satellieten te mogen lanceren en doorbrak SpaceX daarmee het monopolie van United Launch Alliance op dit type vluchten.

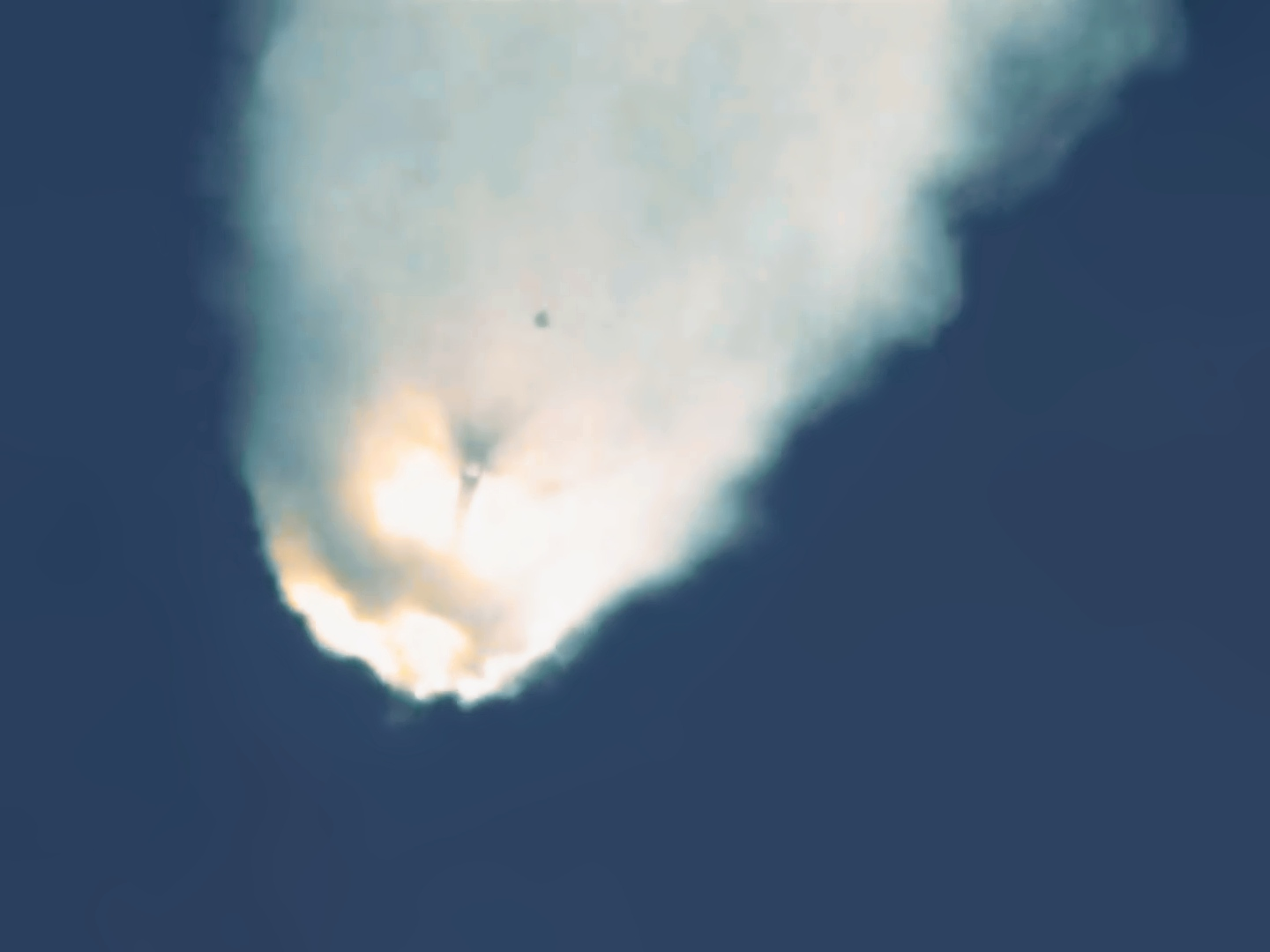
SpaceX-vlucht CRS-7 valt uit elkaar.

Op 28 juni 2015 had SpaceX een zware tegenslag doordat de tweede rakettrap van de negentiende Falcon 9 die Dragon-missie CRS-7 naar het ISS stuurde, uit elkaar viel waarna het resterende deel van de raket met een automatisch zelfvernietigingscommando werd opgeblazen. Hierna werden alle lanceringen lopende het onderzoek naar de oorzaak voorlopig uitgesteld. De oorzaak van de mislukte lancering werd al gauw gevonden in het breken van een slecht gebouwde steunstang, waardoor een kettingreactie in de zuurstoftank van de tweede rakettrap plaatsvond wat het uiteenvallen van de tweede trap tot gevolg had. Alle steunstangen werden voortaan door een andere fabrikant geproduceerd en door SpaceX zelf aan stevigere tests onderworpen. SpaceX maakte zijn "return to flight" op 21 december 2015 met een verbeterde Falcon 9 v1.1 full thrust, en wist in die missie elf communicatiesatellieten in de ruimte te brengen. Ook wist SpaceX voor het eerst de boostertrap te laten landen.
Eind 2015 heeft NASA ook een eerste bemande vlucht van de Dragon 2 onder het Commercial Crew-contract geboekt.

### 2016, vooruitgang en rampspoed
In de eerste helft 2016 leek alles voor SpaceX in een stroomversnelling te komen. Een raketexplosie tijdens de voorbereiding van vlucht Amos 6 zorgde er echter voor dat de lanceringen kwamen stil te liggen en men meer achterstand in het lanceerschema opliep terwijl de achterstand die een jaar eerder na de CRS-7 explosie ontstond nog lang niet was weggewerkt.
In januari 2016 kreeg SpaceX een subsidie van ruim $61 miljoen toegekend van het Pentagon om een vacuüm-versie van de in ontwikkeling zijnde Raptor-raketmotor te ontwikkelen en een prototype te bouwen. Dit maakt deel uit van een programma om de Amerikaanse ruimtevaart weer onafhankelijk van buitenlandse (Russische) technologie te maken.
In februari 2016 werd het vernieuwde lanceercomplex LC-39A (eerder gebruikt voor het Apolloprogramma en het Spaceshuttleprogramma) op het Kennedy Space Center operationeel. Hiervandaan moeten de Falcon Heavy- en de bemande Falcon 9-Dragon 2-vluchten in de toekomst gelanceerd worden. Doordat de aanpassingen nog doorgingen kwam dit lanceerplatform pas in februari 2017 volledig gereed.
In 2016 had SpaceX zich als doel gesteld de bouw van raketten te stroomlijnen en het aantal te bouwen Falcon 9-raketten op te schroeven, waarbij vanaf 2017 wordt ingezet op een jaarlijkse productie van zo'n dertig Falcon 9-raketten. Ook moesten de Dragon 2 en de Falcon Heavy operationeel worden. Als gevolg van de Amos-6-explosie en vertragingen doordat te technologie ingewikkelder dan gedacht bleek te zijn, werden deze doelen naar eind 2017 verschoven.
In maart 2016 meldde Gwynne Shotwell dat er al iedere drie weken een Falcon 9 werd afgebouwd en dat die frequentie werd opgeschroefd naar iedere twee weken. In 2016 verwachtte ze ook dat er 18 lanceringen zouden plaatsvinden en dat een aantal daarvan vanaf het lanceercomplex LC-39A zouden zijn. Ook zou in 2017 als gevolg van herbruikbare boosters de prijs per lancering 30% kunnen zakken. Door het Amos-6 debacle kwam het aantal lanceringen echter niet verder dan acht.
Ook landden er Falcon 9-boosters met wisselend succes. Musk verwachtte in 2016 dat 70% van de boosters met succes zou landen en noemde 2016 het jaar van het experimenteren en leren. Op 15 juni stond de teller op zes lanceringen waarvan driemaal met succes geland en driemaal een mislukte landing in 2016. Eind 2016 had voor het eerst een booster hergebruikt moeten worden. Daarvoor bleek wel een aparte certificatie nodig.
Op 27 april 2016 maakte SpaceX op sociale media ook het plan bekend om vanaf 2018 een aantal Dragon 2's op Mars te laten landen. Deze Red Dragon-missies moet technieken voor latere al dan niet bemande Mars-missies bewijzen. Dit plan werd in 2017 geschrapt.
Op 1 september 2016 explodeerde een Falcon 9 in aanloop naar de gebruikelijke "static fire test" in voorbereiding op een lancering op Cape Canaverals SLC-40. Het lanceerplatform liep grote schade op. Als gevolg van de explosie zijn veel lanceringen waaronder de eerste Falcon Heavy-vlucht en de eerste Crew Drago-testvluchten vertraagd. De oorzaak werd gevonden in een nieuw tank-protocol voor supercryogene helium, waarna SpaceX nog enige tijd nodig had om te experimenteren en zodoende te bewijzen een ander veilig tankprotocol te hebben. De "return to flight" stond gepland voor januari 2017. Gevolg van de explosie was dat SpaceX ook gedurende bijna een jaar door het wegvallen van SLC-40 maar 1 lanceerplatform aan de oostkust van Amerika (waar het merendeel van de lanceringen plaatsvindt) beschikbaar zou hebben (LC-39A) en daardoor minder frequent dan eerder gepland zou kunnen lanceren.
Op 26 september 2016 bracht Musk de eerste foto's van een Raptor-raketmotor-test naar buiten en de cijfers van welke mate van kracht en effectiviteit de Raptor zou moeten krijgen. Een dag later presenteerde hij zijn plannen voor een kolonie op Mars, inclusief het toenmalige conceptontwerp Interplanetary Transport System, op het International Astronautical Congress in Mexico. In een vragenronde na afloop kondigde Musk ook aan dat er nog één nieuwe, definitieve Falcon 9-revisie genaamd Block-5 komt met kleine aanpassingen die langdurig in gebruik moet blijven en veelvuldig hergebruikt zal gaan worden.

### 2017
Begin 2017 hoopte SpaceX dat jaar de eerste Falcon Heavy, de eerste Falcon 9 block-5 en eerste de Dragon 2 gelanceerd te hebben. Deze doelen werden door vertraging naar 2018 verschoven. Ook hoopt men in de zomer van 2017 het in 2016 zwaar beschadigde lanceerplatform SLC-40 weer in gebruik te hebben. Dit gebeurde enkele maanden later in december.
Op 14 januari 2017 maakte SpaceX met succes "return to flight", vanaf Vandenberg AFB, zo’n vier maanden na het Amos-6-ongeluk.
Op 29 januari 2017 werd de finale van de Hyperloop-pod-competitie die door een team van TU Delft werd gewonnen, gehouden. Musk maakte van de gelegenheid gebruik om naar buiten te brengen dat SpaceX begonnen was met de ontwikkeling van verbeterde tunnelboortechnieken en dat hij denkt dat het boren van tunnels in de toekomst vijf tot tien maal zo snel kan. De tunnelbooractiviteiten waren eind 2016 reeds ondergebracht in een nieuw bedrijf genaamd The Boring Company dat in het fabriekscomplex van SpaceX is gevestigd en als eerste klus een ondergrondse verbinding tussen het SpaceX-hoofdkwartier en het nabijgelegen vliegveld en snelweg aanlegt.
Op 19 februari 2017 werd voor het eerst een Falcon 9 vanaf LC-39A gelanceerd. De achtste succesvolle boosterlanding werd niet meer als "experimenteel" omschreven. Met LC-39A in werking kon worden aangevangen met de reparaties en upgrades van SLC-40. Pas daarna kan de eerste risicovolle testvlucht van de Falcon Heavy plaatsvinden op LC-39A.
Op 27 februari 2017 kondigde SpaceX aan in het vierde kwartaal van 2018 twee private ruimtevaarders in een baan achter de Maan langs en terug te brengen (free-return trajectory) met een Falcon Heavy en Dragon 2.
Op 30 maart 2017 lanceerde en landde SpaceX voor het eerst een eerder gebruikte booster-trap, wat betekent dat de boostertrappen nu echt herbruikbaar zijn. Op 25 juni 2017 lanceerde SpaceX zijn negende raket van het kalenderjaar, meer dan ze in eerdere jaren lanceerden. Ook bleek men in staat te zijn om wanneer er niets tegen zat ongeveer eens in de twee weken een Falcon 9 vanaf LC-39A te lanceren. De Block 3- en Block 4-uitvoeringen bleken in de loop van 2017 maximaal twee landingen te kunnen verdragen. De opvolger (Block 5, va. 2018) is echter ontworpen om zonder veel onderhoud minimaal tien landingen aan te kunnen, met tussentijds onderhoud zou dat mogelijk vele malen meer worden.
Op de ISS R&D Conference kondigde Musk op 19 juli 2017 een verkleinde versie van de BFR aan. Deze nog steeds zeer krachtige raket moet het ook mogelijk maken om grote commerciële vrachten de ruimte in te lanceren. Met deze raket wil Musk de ontwikkelingskosten kunnen terugverdienen. Verder vertelde hij ook dat de Dragon 2 voorlopig geen landingsgestel zal hebben omdat dit onderdeel niet voldeed aan de kwalificatie-eisen. Crew Dragons zullen dus in zee landen. Hiermee lijken ook de onbemande Red Dragon-missies naar Mars van de baan omdat deze een landingsgestel vereisen. Op 29 september 2017 presenteerde Musk dit geüpdatet ontwerp dat voortaan BFR oftewel Big Falcon Rocket heet. Deze raket moet te zijner tijd alle andere SpaceX-raketten en -ruimtevaartuigen vervangen.
Met de succesvolle landing van Dragon-missie CRS-12 heeft SpaceX op 17 september 2017 het originele Commercial Resupply Services phase 1-contract van 12 ISS bevoorradingsvluchten voltooid. Er zijn overigens in de loop der tijd nog acht extra CRS 1 missies bijgeboekt.
Met vlucht CRS-13 op 15 december 2017 werd SLC-40 weer in gebruik genomen.
Met 18 succesvolle lanceringen heeft SpaceX beter gepresteerd dan andere landen of commerciële lanceerbedrijven. Rusland en China ondernamen beiden meer lanceringen, maar hadden door een aantal mislukte vluchten minder succes. Alle 14 ondernomen boosterlandingen 2017 waren succesvol.

### 2018
Begin 2018 stond in het teken van de eerste Falcon Heavy-vlucht. Deze zeer krachtige raket was 27 december 2017 voor het eerst op lanceerplatform LC-39A gezet voor een matingtest. Daarna volgden in januari een aantal tank-oefeningen en een static fire. De lancering vond plaats op 6 februari 2018, zo’n 5 jaar later dan Musk in 2011 voorspelde. Opvallend: de vracht bestond uit Musks eigen Tesla Roadster met een pop in een ruimtepak die in een baan om de zon langs Mars en de Aarde werd gebracht. De landing van de center-core mislukte door een tekort aan ontstekingsvloeistoffen.
Ook begon 2018 met de mededeling dat Crew-Dragon-vluchten verder waren vertraagd.
De oudere Falcon 9 Block-3 raketten werden niet langer geland omdat deze na twee vluchten niet meer herbruikbaar zijn en alleen nog ruimte innemen. Ook Block-4-raketten werden later in 2018 op die manier uitgefaseerd. Daarmee werd ruimte gemaakt voor de nieuwe, krachtiger, op veelvuldig hergebruik ontworpen Falcon 9 Block-5 die op 11 mei 2018 met succes zijn debuutvlucht maakte. Een eerste landing op Vandenberg Air Force Base werd uitgevoerd. Een derde droneschip was in aanbouw, maar de bouw werd halverwege 2018 stilgelegd omdat het aantal verwachte vluchten voor 2019 geen derde landingsschip vereist. Ook verwachtte Musk het landen van een nieuw type neuskegels (Fairing 2.0) op een schip met vangnet onder de knie te krijgen. Dat lukte ondanks uitgebreide training echter nog niet hoewel ze er dichtbij kwamen. Op Satellite Show 2018 sprak Shotwell de verwachting uit dat dit het eerste jaar zou zijn waarin SpaceX op z’n klanten moet wachten voor lanceringen en niet andersom.
Op 11 januari 2018 werd de Falcon 9-FT door NASA gecertificeerd voor de lanceringen van hun categorie-2 wetenschapsmissies (categorie 2 wordt omschreven medium risk).
22 februari 2018 lanceerde SpaceX twee test-satellieten als secundaire vracht voor hun Starlink-breedbandinternet.
Op 6 maart 2018 werd voor de 50e keer een Falcon 9 gelanceerd. Op 29 maart 2018 kreeg SpaceX toestemming van de FCC voor het gebruik van 4.425 Starlink-satellieten Op 24 mei 2018 ontving SpaceX’ raketmotorontwerper Tom Mueller de Space Pioneer Award van de National Space Society op de International Space Development Conference.
8 juni 2018 werd de bouw van een SpaceX Operations Center op het Kennedy Space Center aangekondigd. Het zal onderhoud-en-opslag-hangars, een in een toren gevestigde lanceer-controlekamer en een rocket garden bevatten.
Op 21 juni 2018 werd samen met de boeking van de lancering van de militaire satelliet AFSPC-52 bekend dat de Falcon Heavy inmiddels EELV-gecertificeerd is.
In juli 2018 bouwden medewerkers van SpaceX en The Boring Company in een noodtempo een onderwatercapsule waarin de kinderen die in Thailand vast kwamen te zitten in een ondergelopen grot naar buiten gebracht kunnen worden. Een zuurstoftoevoerpijp van een Merlin 1D-raketmotor vormde de basis van deze capsule. Er werd echter een ander reddingsplan uitgevoerd, alleen al omdat er met het oog op verslechterende weersomstandigheden haast geboden was, en de capsule niet op tijd in Thailand kon zijn.
Op 17 september 2018 maakte Elon Musk bekend dat Yusaku Maezawa als ruimtetoerist een vlucht om de maan zal maken met de BFR. Maezawa heeft alle stoelen voor deze reis gekocht en wil de rest beschikbaar stellen aan 6 tot 8 artiesten en kunstenaars. Musk gaf ook nieuwe informatie over het BFR-ontwerp. Dit plan vervangt de Falcon Heavy/Dragon-missie voor twee die Maezawa in 2017 boekte.
In de loop van 2018 haalde SpaceX enkele boekingen voor de Falcon Heavy binnen waardoor deze ook commercieel gezien een succes lijkt te worden.
In november 2018 werd de Falcon 9 door NASA’s Launch Services Program gecertificeerd als categorie 3-lanceertuig. Dat houdt in dat de raket zo betrouwbaar wordt geacht dat deze ook de Flagship-missies, de duurste categorie ruimtesondes mag lanceren.
Ook gaf Musk de BFR een nieuwe naam. Zowel het hele geheel als de losse tweede trap heten Starship. De boostertrap werd Super Heavy gedoopt. Een belangrijke aanpassing in het ontwerp is dat ze van roestvast staal in plaats van koolstofvezel worden gebouwd.
In 2018 lanceerde SpaceX 21 raketten. Opvallend: een boosterlanding mislukte na de lancering van Dragonvlucht CRS-16 door een defecte hydrauliek-pomp.
Het jaar eindigde met de bouw van de Starhopper die rond kerst vorm kreeg in Boca Chica. Dat is een driemotorige testraket voor het Starship-ontwikkelingsprogramma om te leren opstijgen en landen met de nieuwe Raptor-motoren. De Starhopper vloog uiteindelijk met maar een motor. Op 10 januari 2019 was de bouw van het exterieur van deze raket reeds voltooid.

### 2019
2019 begon met een matingtest van de Crew Dragon op lanceerplatform LC-39A.
Verder werd bekend dat SpaceX tien procent van zijn 6000 man tellende personeelsbestand ontsloeg om vooruitstrevend en winstgevend te blijven. Eerder had Gwynne Shotwell al aangegeven dat 2019 een moeilijker jaar zou worden voor SpaceX en de medium-en-heavylift-markt als geheel omdat er wereldwijd in 2017 weinig zware communicatiesatellieten waren besteld. Verder zijn de Falcon 9 , Falcon Heavy en de Crew Dragon zo goed als uitontwikkeld en hoeven er door herbruikbaarheid minder boostertrappen en Dragons te worden gebouwd waardoor er minder personeel voor ontwikkeling en productie nodig is. SpaceX had in de jaren daarvoor veel personeel aangetrokken omdat men verwachtte dat de markt veel sneller zou groeien dan in werkelijkheid gebeurde.
Op 23 januari raakte de neuskegel van de Starhopper zwaar beschadigd. Deze was voor het afbouwen van de raket af gehaald en naast de onderzijde geplaatst. Een storm blies de neuskegel om. De neuskegel die een puur esthetische functie had werd niet meer vervangen.
Begin februari werd de eerste Raptor op ware grootte zoals die op aanvankelijk Starship en Super Heavy zal worden gebruikt voor het eerst getest.

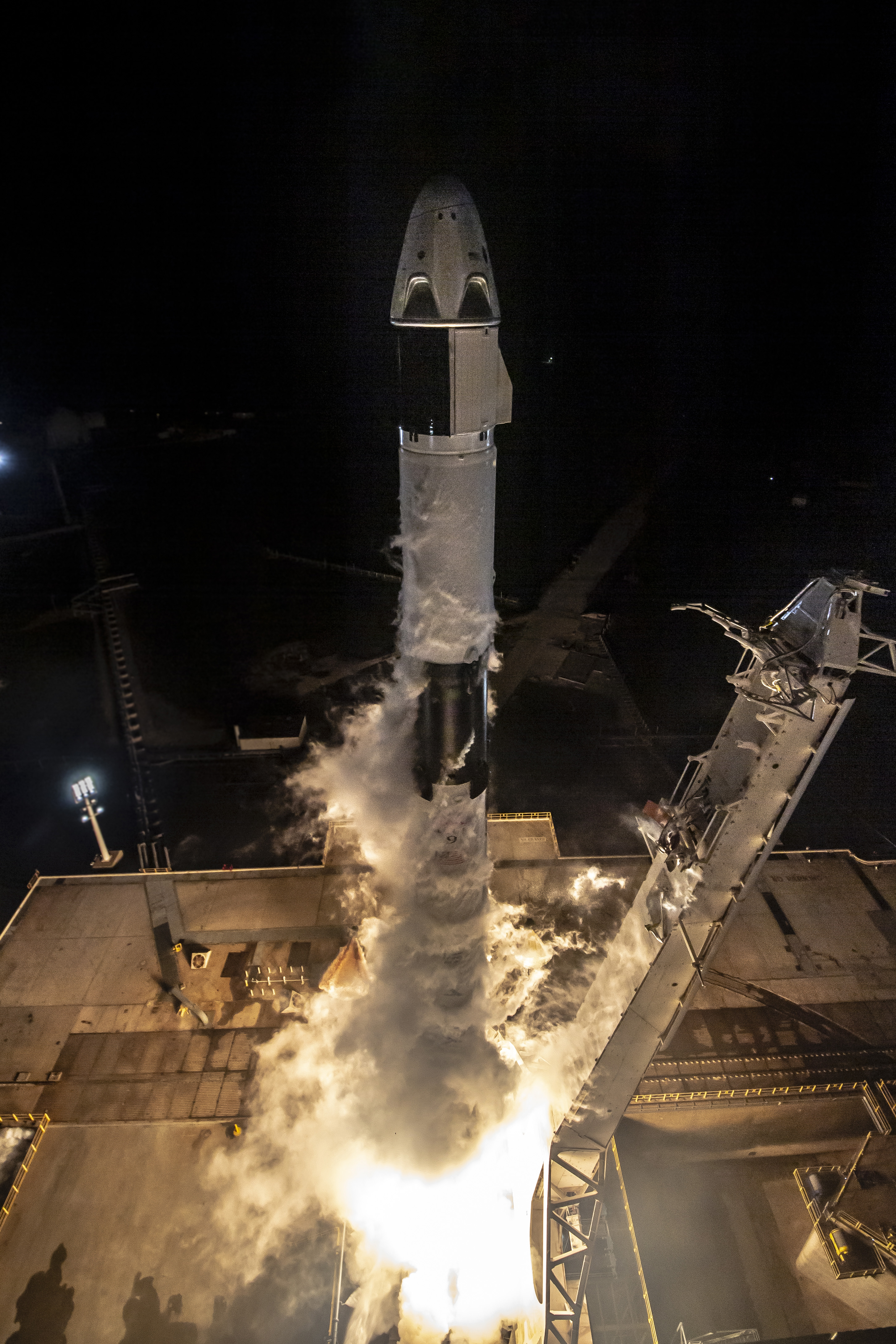
De lancering van de onbemande eerste testvlucht van de Crew Dragon was een van de hoogtepunten van 2019 voor SpaceX

Op 2 maart 2019 werd voor het eerst een Crew Dragon gelanceerd. De onbemande testvlucht genaamd SpX-DM1 duurde enkele dagen waarbij autonoom bij het ISS werd aan-en-afgekoppeld. De vlucht werd zoveel mogelijk uitgevoerd als een bemande vlucht.
Op 4 april 2019 werd de Raptor van de Starhopper voor het eerst gestart. De Starhopper die met kabels aan het platform vast zat maakte een sprongetje van enkele centimeters. Na in totaal twee aangelijnde vluchten en twee vrije vluchten van respectievelijk 30 meter en 150 meter hoog was eind augustus 2019 het Starhopperprogramma voltooid.
In het voorjaar van 2019 werd aangevangen met de bouw van twee Starship-prototypes op ware grootte. Een in Boca Chica Texas (Starship MK-1) en een in Cocoa aan de Space Coast (Starship MK-2).
Op 12 april lanceerde SpaceX de eerste commerciële Falcon Heavy en wist men alle drie boosters te landen. De centercore ging een aantal dagen later alsnog verloren. Door de hoge golfslag op zee was het te gevaarlijk om de booster op het landingsschip vast te maken. Deze viel om, brak in tweeën en de bovenste helft verdween in zee.
Een kleine week na dat debacle ging op 20 april tijdens een test de DM1 Crew Dragon die op Cape Canaveral werd voorbereid voor de in-flight abort test verloren door een explosie. Hierdoor werden alle geplande Crew Dragon-vluchten voor onbepaalde tijd uitgesteld.
Op 17 mei 2019 klaagde de SpaceX de USAF aan omdat ze het niet eens zijn met de beslissing dat de concurrenten ULA, Northrop Grumman en Blue Origin subsidies voor de ontwikkeling van hun nieuwe raketten kregen onder de Launch Services Agreements terwijl SpaceX het nakijken had. Volgen SpaceX was het een vooringenomen beslissing ten behoeve van “hofleverancier” ULA (de andere bedrijven ontwikkelen niet alleen hun eigen raket maar zijn ook leveranciers van motoren voor ULA’s toekomstige raket Vulcan). Ook klopte een aantal aannames in de besluitvorming volgens SpaceX niet. SpaceX eiste openheid van zaken zodat een onafhankelijke derde partij de besluitvorming kan onderzoeken.
Op 24 mei 2019 werd Starlink-1, een serie van 60 prototypes van Starlink-satellieten gelanceerd. Het enige verschil met de definitieve satellieten is dat deze nog niet met elkaar communiceren. Ze worden gebruikt om de besturing te testen en de communicatie met systemen op aarde te testen.
In augustus 2019 lanceerde SpaceX een smallsat rideshare-programma waarbij klanten satellieten van minder dan 150 kg voor 2,25 miljoen dollar (zeer lage prijs anno 2019) naar een zon-synchrone baan kunnen laten lanceren als secundaire vracht. Het is voor het eerst sinds het stopzetten van de Falcon 1 in 2010 dat SpaceX zich weer op deze markt richt. Daarmee gaat SpaceX de concurrentie aan met bedrijven als Rocket Lab, Firefly Aerospace en Vector Launch. Ook rondde SpaceX in augustus het Starhopperprogramma af met een vlucht tot 150 meter hoog die door een landing werd gevolgd. SpaceX toonde hiermee aan de krachten van de nieuwe Raptor-raketmotor te beheersen.
Op 10 september 2019 zei Gwynne Shotwell op de World Satellite Business Week in Parijs dat SpaceX voor 2020 24 Starlink-lanceringen op de planning heeft staan.. Daarmee zou alleen al het aantal Starlink-vluchten al hoger zijn dan hun huidige lanceerjaarrecord.
Eind september werd in Boca Chica Starship Prototype MK1 afgebouwd. Dit werd gevierd met een presentatie over het ontwerp zoals dat toen was en genereerde veel media-aandacht. Al snel bleek dit prototype nog niet lanceerwaardig te zijn. Wel konden de tanks worden getest. Daarbij ontplofte deze echter en wist SpaceX waar de zwakke plekken in het ontwerp zaten.
In december 2019 werd droneschip Just Read The Instructions na een grote onderhoudsbeurt met upgrades naar Port Canaveral (Florida) verhuisd waardoor er twee droneschepen aan de oostkust zijn gestationeerd. Dit heeft te maken met het geplande aantal Starlink-lanceringen waardoor er in 2020 veel boosterlandingen op zee gepland staan. Gelijktijdig staan weinig lanceringen aan de Amerikaanse westkust gepland en lijkt een droneschip daar voorlopig niet nodig te zijn.
Er werden in 2019 elf Falcon 9’s en twee Falcon Heavy’s gelanceerd.

### 2020
Gwynne Shotwell verwachtte 35 tot 38 lanceringen in 2020 uit te voeren. Het grootste deel daarvan zal het lanceren van Starlink-satellieten betreffen. Eind 2019 was de satellietproductie opgelopen tot zeven stuks per dag. Ook worden de In-flight abort test en de eerste bemande vluchten van de Crew Dragon, en de ingebruikname van de Cargo Dragon verwacht. Waarschijnlijk zal de eerste generatie Dragon nog een vlucht maken en dan worden uitgefaseerd hoewel NASA onder het CRS-2-contract de mogelijkheid behoudt om een Dragon 1 te vragen als dat technisch beter uitkomt. In februari zei Gwyneth Shotwell dat SpaceX op termijn Starlink op de beurs wil brengen. Elon Musk ontkende dat enkele dagen later weer.
In februari 2020 nam SpaceX Bill Gerstenmaier in dienst. Gerstenmaier was tot de zomer van 2019 hoofd bemande ruimtevaart bij NASA en wordt gezien als een autoriteit op dat gebied. Hij werkt in het team van Hans Koenigsmann dat over de kwaliteit en veiligheid van missies gaat. In 2008 was het Gerstenmaier die SpaceX contracteerde voor NASA’s COTS en CRS-programma waardoor SpaceX, na een aantal moeizame jaren, de ontwikkeling van de Dragon en Falcon 9 die het bedrijf groot maakten kon waarmaken.
Op 7 maart lanceerde SpaceX zijn laatste Dragon van de eerste generatie. Toen deze een maand later in de grote oceaan landde was het CRS-1-programma definitief afgerond. Waarmee een belangrijke taak voor SpaceX’ westkust-zeevloot wegvalt. Later in 2020 zal SpaceX aan missies onder het CRS2-contract beginnen die met de Cargo Dragon-2 worden uitgevoerd. Die landen voor de Oostkust van Florida.
Op 27 maart contracteerde NASA SpaceX om vanaf 2024 de Lunar Gateway (een ruimtestation dat in een baan om de maan moet komen als voorpost voor maanlandingen) te bevoorraden. SpaceX zal daarvoor de Dragon XL ontwikkelen. Deze wordt met de Falcon Heavy gelanceerd. Op 30 april 2020 werd SpaceX' Starship-maanlander samen met twee andere ontwerpen in de voorselectie voor de ontwikkeling van maanlanders voor NASA’s Artemisprogramma opgenomen. NASA zal 10 maanden later bepalen welke van de drie ontwerpen worden geselecteerd voor daadwerkelijke bouw. Dat kan er een zijn, maar ook alle drie.
Op 30 mei 2020 lanceerde SpaceX voor het eerst mensen op Crew Dragon-testvlucht SpX-DM2. Een paar dagen later kreeg SpaceX toestemming van NASA om op latere Commercial Crew vluchten, vanaf Crew 2 zowel gebruikte Crew Dragon als boostertrappen te mogen hergebruiken. Na de lancering zei Elon Musk tegen zijn medewerkers dat de ontwikkeling van Starship, nu de Crew Dragon in bedrijf is, de hoogste prioriteit krijgt en de ontwikkeling verder opgeschaald wordt. Op 2 augustus keerde de Crew Dragon die inmiddels Endeavour was gedoopt veilig terug op aarde middels een zeelanding in de Golf van Mexico.
Op 4 augustus wist SpaceX voor het eerst een Starship-prototype met volledig formaat brandstoftanks en een motor een hoppervlucht van 150 meter hoog te laten maken. In de maanden daarvoor waren er meerdere prototypes tijdens tests ontploft.
Op 7 augustus won SpaceX een contract voor fase 2 van het National Security Space Launch-programma van de US Space Force. SpaceX zal 40 procent van de NSSL-lanceringen uitvoeren. De resterende 60 procent is voor concurrent United Launch Alliance. Concurrenten Northrop Grumman en Blue Origin vielen af.
In oktober werd SpaceX door de Space Force gecontracteerd om vier prototypes voor een satellietnetwerk voor de detectie van ballistische raketten te ontwikkelen en te lanceren. Dit systeem wordt gebaseerd op het Starlink-netwerk.
Op 16 november Lanceerde SpaceX zijn eerste reguliere bemande vlucht, Crew-1 naar het ISS. Op 24 oktober 2020 wist SpaceX voor de honderdste keer een lancering met succes te voltooien. De lijst bevatte op dat moment twee Falcon 1-missies, vijfennegentig Falcon 9-missies en drie Falcon Heavy-missies. Overigens waren er ook drie Falcon 1-missies en twee Falcon 9-missies mislukt.
Op 30 november 2020 nam Tom Mueller afscheid van SpaceX. Hij was vanaf de oprichting als hoofd-ingenieur voortstuwing bij het bedrijf en ontwierp de raketmotoren voor de Falcon-raketten. Vanaf 2014 was hij als adviseur betrokken bij andere ontwerpprocessen van SpaceX.
Op 6 december nam SpaceX ook de Cargo Dragon, de vrachtvariant van de Dragon 2, in gebruik met de lancering van Commercial Resupply Services-missie CRS-21. Een nieuwe mijlpaal in de ontwikkeling van Starship werd op 9 december gehaald met de testvlucht van Starship SN8. De eerste driemotorige vlucht, die 12,5 kilometer hoog ging. Ofschoon de landing door te weinig druk in een brandstoftank mislukte werd het grootste deel van de testdoelen inclusief de bellyflop manoeuvre gehaald.
SpaceX lanceerde in 2020 een recordaantal van 26 Falcon 9’s.

### 2021
In 2021 ging de opbouw van Starlink verder en ging de ontwikkeling van Starship door. In juli was het satellietnetwerk van de eerste generatie voltooid. In september werd begonnen met het lanceren van Starlinksatellieten die ook onderling kunnen communiceren.
Op 24 januari lanceerde SpaceX een recordaantal van 133 satellieten op een vlucht genaamd Transporter-1. Daaronder waren ook tien prototypes van Starlinksatellieten voor polaire banen met lasercommunicatie. Het was tevens de eerste toegespitste vlucht onder SpaceX’ eigen smallsat-programma.
Op 2 februari slaagde ook Starship SN9 niet in een landing na een hoge atmosferische vlucht. Een van de motoren startte niet goed op. Die dag werd ook duidelijk dat Hans Koenigsmann, die in 2002 de vierde aangenomen werknemer van SpaceX was, zijn pensionering voorbereidt en zijn taken is gaan overdragen aan Bill Gerstemaier. Koenigsmann blijft wel parttime adviseur voor SpaceX.
Half februari schoot SpaceX een zeeschildpaddencentrum op South Padre Island nabij de Starshipbasis Boca Chica te hulp met een krachtige generator. Door een sneeuwstorm was in grote delen van Texas de stroom uitgevallen en dreigden de opgevangen schildpadden het zonder elektriciteit niet te overleven.
Op 3 maart landde SpaceX een Starship-prototype na een tien kilometer hoge vlucht. Doordat het landingsgestel faalde correct uit te klappen, landde Starship SN10 op zijn achterkant en liep het een klein brandstoflek op. Als gevolg van deze schade ontplofte het Starship een kleine tien minuten later.
Op 16 april won SpaceX de aanbesteding voor de bemande maanlander van NASA’s Artemisprogramma. Voor 2,89 miljard dollar zal SpaceX de maanlandervariant van Starship ontwikkelen waarmee NASA opnieuw naar de Maan gaat. Op 5 mei lukte het SpaceX bij de vijfde poging om een Starship-prototype (SN15) na de bellyflop-manoeuvre veilig te landen.
In september 2021 lanceerde SpaceX voor het eerst ruimtetoeristen tijdens vlucht Inspiration4. Op 8 oktober vertegenwoordigde het bedrijf een waarde van honderd miljard dollar.

### 2022
Begin februari 2022 verloor SpaceX 40 pas gelanceerde Starlinksatellieten aan de gevolgen van een magnetische storm. 
Op 14 februari 2022 werd het Polarisprogramma bekendgemaakt. dit zal bestaan uit drie door Jared Isaacman betaalde bemande ruimtevluchten waarvan de laatste de eerste bemande vlucht met een Starship zal zijn.
Nadat Rusland Oekraïne in februari 2022 binnenviel werden veel westerse lanceercontracten met Rusland opgezegd. Aangezien SpaceX als enige westerse lanceerbedrijf de flexibiliteit had om die mediumklasse-lanceringen over te nemen profiteerde het bedrijf daar flink van (voor de uit te faseren raketten Atlas V en Ariane 5 van de concurrentie waren geen nieuwe contracten meer af te sluiten terwijl de opvolgers Ariane 6 en Vulcan nog niet in gebruik waren). Ook kon door versnelde activering van SpaceX’ Starlinknetwerk in Oekraïne het internet daar niet door de Russen worden platgelegd.
Nadat Elon Musk Twitter overnam droeg hij de dagelijkse leiding over het Starship-programma over aan COO Gwynne Shotwell en Vicepresident Mark Juncosa, zodat hij tijd kon vrijmaken om Twitter te herstructureren.
Het tempo van lanceringen nam in 2022 sterk toe. Er werden zestig Falcon 9’s en een Falcon Heavy gelanceerd. Het merendeel van die lanceringen was voor het Starlinkprogramma. Het Starship-ontwikkelingsprogramma ging onverminderd door; er werd naar een eerste orbitale testvlucht toegewerkt, maar deze was in 2022 nog niet haalbaar. Ook werd begonnen met de bouw van Starship-faciliteiten op het Kennedy Space Center. Zonder testvluchten was het Starship-programma wel minder in het nieuws.

### 2023
Voor 2023 werd de verwachting van honderd lanceringen uitgesproken en met een hoog lanceerritme aangevangen. Er zouden uiteindelijk 96 Falcon-raketten en twee Starship-testvluchten worden gelanceerd, waarvan drie bemand.
Op Starbase werd in de eerste maanden van 2023 naar de eerste testvlucht van Starship-Super Heavy toegewerkt. Die werd op 20 april gelanceerd. De stuwkracht van deze krachtigste raket ooit gebouwd bracht schade dan verwacht toe aan het lanceercomplex. Meerdere motoren vielen uit en enkele minuten in de vlucht verloor men de controle over de raket en besloot men hem op te blazen. Toch werd de test als een succes gezien omdat er veel lessen uit te leren zijn. 
Een tweede lancering van Starship-Super Heavy was op 18 november 2023. De booster bracht het schip probleemloos tot het punt van ontkoppeling, maar ontplofte op de terugweg. Het schip haalde bijna de beoogde eindsnelheid maar ontplofte ook. De test kan ondanks de ontploffingen als een groot succes in het iteratieve ontwikkelingsproces worden beschouwd daar deze veel verder dan de vorige test kwam en alle problemen van de eerste vlucht zich niet voordeden. 
In maart 2023 werd duidelijk dat SpaceX geen verlenging van het huurcontract voor Cape Canaveral SFS-landingszones LZ1 en LZ2 kreeg. Een maand later werd wel lanceercomplex SLC-6 van Vandenberg SFB aan SpaceX verhuurd. Op Cape Canaveral complex SLC-40 verrees een toegangstoren zodat ook daar in de toekomst al dan niet bemande Dragon 2-ruimtevaartuigen kunnen worden gelanceerd.
In mei 2023 werd Kathy Lueders, tot kort daarvoor hoofd bemande ruimtevaart van NASA, aangetrokken met als taak de dagelijkse leiding over Starbase met als doel Starship geschikt voor bemande ruimtevaart te maken. In 2023 en 2024 vervangt SpaceX het Russische Roskosmos bij de lanceringen van de Euclid-ruimtetelescoop en de Hera-sonde. Deze twee missies zouden met Sojoez-raketten worden gelanceerd vanaf Centre Spatial Guyanais in Frans-Guyana, maar vanwege de Russische invasie van Oekraïne sinds 2022 met als gevolg dat Roskosmos zich terugtrok uit Frans-Guyana worden deze raketten niet meer gelanceerd vanaf Centre Spatial Guyanais.
In november 2023 nam SpaceX het bedrijf Pioneer Aerospace over dat is gespecialiseerd in het vervaardigen van parachutes voor ruimtevaartuigen. Pioneer leverde deze reeds stabilisatieparachutes voor SpaceX’ Dragon-capsules. SpaceX verzekerde zich met deze overname van het voortbestaan van deze essentiële leverancier nadat het moederbedrijf van Pioneer failliet ging.

### 2024
Voor 2024 werd een toename van lanceringen met nog eens vijf procent voorspeld. Het bedrijf verhuisde op 14 februari het inschrijvingsadres van Delaware naar Texas, waar een groot deel van de bedrijvigheid op meerdere locaties is gevestigd en waar Elon Musk woont. Musk had eerder die maand van een rechter in Delaware zijn bonus van Tesla, Inc. in de vorm van aandelen ter waarde van 56 miljard dollar moeten inleveren na een geschil met een aandeelhouder van dat bedrijf omdat die bonus buitensporig zou zijn.
Op 16 juli 2024 kondigde hij ook aan het hoofdkwartier van Hawthorne naar Starbase te verplaatsen. Als reden gaf Musk een nieuwe Californische wet die het scholen verbiedt om ouders in te lichten over genderdysforie van hun kind.
Orbitale testvluchten van Starship kwamen steeds een stap verder. Tijdens vlucht 4 lukte het beide rakettrappen in zee te laten landen.
Opvallend in 2024 was een aantal problemen met Falcon-raketten binnen slechts enkele maanden. Op 12 juli mislukte voor het eerst sinds 2016 na 325 succesvolle missies op rij een Falcon 9-missie waarop de Falcon-raketten hangende een onderzoek een paar weken aan de grond werden gehouden. Toen op 28 augustus een Falcon-booster na de landing omviel moest de Falcon 9 wederom enige tijd aan de grond gehouden worden. Een probleem tijdens de terugkeerstoot van een tweede trap van een Falcon 9 legde de raket op 29 september opnieuw aan de grond.

## Draagraketten en ruimteschepen

### In gebruik

#### Falcon 9
De Falcon 9 is het werkpaard van SpaceX voor medium vrachten. De eerste lancering was in 2010. De Eerste uitvoering was nog sterk gebaseerd op de techniek van de Falcon 1. Naderhand heeft SpaceX de raket een aantal upgrades gegeven, waardoor deze twee maal zo krachtig werd en ze de eerste trap konden leren landen. De laatste Upgrade, de Falcon 9 Block-5 die in mei 2018 actief werd, heeft een veelvuldig herbruikbare eerste trap en is geschikt voor bemande ruimtevluchten. Sinds de ingebruikname van de Block-5 wordt de Falcon 9 nauwelijks meer doorontwikkeld.
Op 1 januari 2020 waren er 77 Falcon 9-missies gelanceerd, waarvan één vlucht mislukte. Ook verloor SpaceX een Falcon 9 op de grond tijdens een test.

#### Falcon Heavy

SpaceX' Falcon-raketfamilie (v.l.n.r.):
Falcon 1 met fairing
Falcon 9 v1.0 met Dragon-ruimteschip
Falcon 9 v1.1 R met Dragon spacecraft
Falcon 9 v1.1 R met fairing
Falcon 9 v1.1 met fairing
Falcon 9FT met Dragon
Falcon 9FT met fairing
Falcon 9FT (expendable) met fairing
Falcon 9 Block5 met Dragon
Falcon 9 Block5 met fairing
Falcon Heavy (Block 3-4) met fairing

Sinds de aankondiging in 2011 tot begin 2018 werkte SpaceX aan de realisatie van de heavyliftraket Falcon Heavy, de krachtigste raket sinds de Saturnus V, die net als de Falcon 9 op de Merlin-1D-raketmotor gebaseerd is. Goed bekeken is de Falcon Heavy een Falcon 9 met drie boostertrappen. De lanceringen van de Falcon Heavy zullen plaatshebben vanaf lanceerplatform 39A op het Kennedy Space Center, waar eerder spaceshuttles en Saturnusraketten werden gelanceerd. De eerste proefvlucht vond plaats op 6 februari 2018 en de eerste commerciële vlucht op 12 april 2019.

#### Dragon 2
In 2020 nam SpaceX zowel bemande als onbemande opvolger van de Dragon, genaamd Dragon 2 in gebruik. De bemande uitvoering kan per vlucht maximaal vier personen van en naar het ISS kan vervoeren. Net als de Dragon 1 landt de Dragon 2 aan parachutes in zee. De Crew Dragon zou aanvankelijk met behulp van vier paar (dus acht in totaal) kleine maar krachtige Super Draco-raketmotoren op land landen maar dat plan werd in de loop van 2017 losgelaten. In 2015 wonnen SpaceX en Boeing het Commercial Crew-contract van NASA. En werden door NASA reeds twee vluchten geboekt. 
De Crew Dragon heeft in het ontwikkelingsproces meerdere namen gehad. De eerste werknaam was Dragon Rider. Bij de perspresentatie in 2014 werd de naam Dragon v2 in gebruik genomen. "v2" deed echter te veel denken aan de V2-ballistische raket uit de Tweede Wereldoorlog. Uiteindelijk gebruikt SpaceX de namen Dragon 2 en Crew Dragon door elkaar waarbij "Crew Dragon" specifiek voor de bemande variant wordt gebruikt. 
In maart 2019 werd een succesvolle onbemande testvlucht van een Crew Dragon naar het ISS uitgevoerd. Op 30 mei 2020 werd een bemande testvlucht gelanceerd. De eerste reguliere bemande vlucht werd in 15 november 2020 gelanceerd. De Cargo Dragon, een vrachtuitvoering van de Dragon 2 debuteerde met vlucht CRS-21 op 6 december 2020 en wordt gebruikt om het ISS onder het NASA's CRS-2-contract te bevoorraden.

### Buiten gebruik gesteld

#### Falcon 1
De Falcon 1 was de eerste draagraket van SpaceX. Deze tweetraps was in staat om lichte vrachten tot 670 kg in een lage baan om de Aarde af te zetten. De eerste drie vluchten in 2006 en 2007 mislukten. De vierde en vijfde vlucht waren succesvol. Daarna werd de Falcon 1 buiten gebruik gesteld ten behoeve van de Falcon 9. De techniek van de Falcon 1 vormde de basis voor die veel grotere raket.

#### Dragon
Het onbemande Dragon-ruimtevaartuig werd voor Commercial Resupply Services-missies onder NASA’s CRS1-contract naar het Internationaal ruimtestation ingezet. Het werd ontwikkeld onder het Commercial Orbital Transportation Services-programma van NASA. De Dragon vloog in 2010 voor het eerst, en koppelde in 2012 voor het eerst aan bij het ISS. In april 2020 werd de Dragon na 19 succesvolle missies en een mislukte vlucht buiten gebruik gesteld. De Dragon was het enige type bevoorradingsschip dat in die periode vracht van het ISS terug naar aarde kon transporteren.

## In ontwikkeling
SpaceX heeft een aantal raketten, ruimtevaartuigen en gerelateerde projecten in ontwikkeling. SpaceX wijkt af in zijn benadering van voortgang doordat Elon Musk graag proefondervindelijk wil leren. Van bedachte concepten en onderdelen worden dus al snel prototypes gemaakt die in de praktijk getest worden. Dit proefondervindelijk ontwikkelen brengt volgens Musk mogelijke problemen veel sneller aan het oppervlak en bespaart tijd. In de vroege dagen van de ruimtevaart werkte men ook op deze manier.

### Herbruikbaarheid van raketten
SpaceX werkte ook met succes aan het op land of op een schip laten landen van de boostertrappen van de Falcon 9 (en Falcon Heavy-raketten). Na experimenten op de eerste twee Falcon 9's om een parachutelanding in zee te bewerkstelligen werd het plan om rechtstandig te landen opgevat. Om het landen van boostertrappen succesvol te kunnen uitvoeren werd eerst de Grasshopper-testraket gebouwd. Deze is zes keer opgestegen en weer geland. Een grotere testraket volgde de Grasshopper op en werd enkele malen getest. 
Vervolgens werd vanaf 2013 bij verschillende missies, stap voor stap het gecontroleerd terug naar de aarde sturen van de eerste trappen geoefend tot men in staat was een zachte rechtstandige landing in zee uit te voeren. Vanaf 2015 werd voor het eerst daadwerkelijk geprobeerd te landen. Voor dit doeleinde werd wegens de beperkte kracht van de Falcon 9 1.1 in eerste instantie op een platform in de oceaan geprobeerd te landen. Dat is een aantal keer mislukt. De ge-upgrade Falcon 9 v1.1FT is echter bij missies naar lage baan om de Aarde in staat naar de van de U.S. Air Force geleasede Landing Zone 1 (voorheen Launch Complex 13) op Cape Canaveral terug te vliegen en daar te landen. Er zijn enkele mislukte pogingen tot landing gedaan en SpaceX leek bij iedere poging een stap dichter bij een succesvolle landing te komen.
Op 21 december 2015 slaagde SpaceX er voor het eerst in een Falcon 9-booster te laten landen. Dit gebeurde op Landing Zone 1. Dat deze ontwikkeling toen nog niet af was bleek enkele weken later toen op 17 januari 2016 een landende Falcon 9 door een van de poten (die door onbekende redenen niet goed vastgeklikt was) van het landingsgestel zakte, omviel en explodeerde. Twee dagen later meldde Elon Musk op Twitter dat hij verwachtte dat 70 procent van de landingen in 2016 zal slagen. En in 2018 verwachtte hij een slaagpercentage van 90 procent. Al in 2017 was dit 100 procent. 
Op 8 april 2016 lukte het ook een Falcon 9-booster succesvol op een zeeplatform te laten landen en op 6 mei 2016 herhaalde SpaceX dit ondanks vooraf getemperde verwachtingen met een moeilijk landbare geostationaire missie. Vanaf vlucht CRS-10 in februari 2017 gelden boosterlandingen niet meer als experimenteel maar als routine. SpaceX lanceerde 30 maart 2017 voor missie SES-10 voor het eerst een reeds gebruikte booster.
Het doel van herbruikbaarheid is de kosten van een lancering te beperken tot brandstof en onderhoud. Wat de prijs van een lancering van nu ongeveer 60 miljoen dollar naar enkele miljoenen zou terugbrengen. Sinds de achtste landing (missie CRS-10) wordt niet meer van een "experimentele landing" gesproken, wat erop duidt dat SpaceX boosterlandingen als routine ziet. De boostertrappen van Block 3- en 4-uitvoeringen van de Falcon 9 waren geschikt voor maximaal twee vluchten. De boostertrap van de Block 5 uitvoering die sinds halverwege 2018 in gebruik is zo robuust ontworpen dat deze zeer veelvuldig hergebruikt kan worden.
Om de kosten nog verder omlaag te brengen houdt het idee van herbruikbaarheid dus ook niet op bij het laten landen van booster-trappen. Ook de "payload fairing", de neuskegel die de vracht beschermt tegen winddruk wil SpaceX herbruikbaar maken. Ook heeft SpaceX op vlucht CRS-11 in 2017 voor het eerst een opgeknapte, reeds gebruikte Dragon gelanceerd. Er was in een eerder stadium ook een plan voor een herbruikbare "upper stage", de uitvoering daarvan leek van de baan tot Musk aankondigde bij de Falcon Heavy-demonstratievlucht een poging tot het bergen van de upperstage te willen doen. Maar dit plan werd meerdere malen geschrapt en weer uit de kast gehaald. Anno 2019 wordt niet meer aan een herbruikbare upperstage van de Falcon-raketten gewerkt. De ontwikkeling van het volledig herbruikbare Starship heeft nu de hoogste prioriteit gekregen.

### Dragon XL
De Dragon XL wordt ontwikkeld om vanaf 2024 de Lunar Gateway te bevoorraden. De Dragon XL kan meer dan vijf ton aan vracht vervoeren en bevat net als eerdere typen Dragon een drukcabine en een open achterbak. Afgaand op een illustratie van NASA zal deze niet in staat zijn terug op Aarde te landen, want hij mist  de daarvoor gebruikelijke conische vorm. Het NASA-contract voor de ontwikkeling van dit voertuig werd in april 2020 ondertekend.

### Starship
SpaceX ontwikkelt een systeem om zo'n honderd passagiers naar Mars te kunnen vervoeren. Dit bestaat uit een boosterraket, een bemand ruimteschip en een tank-ruimteschip en stond eerder bekend onder de werktitel "Mars Colonial Transporter". De enorme draagraket voor dit doeleinde stond bekend onder de werknaam BFR. Elon Musk gaf in een interview in 2015 te kennen dat BFR voor "Big Fucking Rocket" staat en dat er in de toekomst nog een officiële naam voor deze zeer grote raket zou komen. Hij presenteerde zijn voorlopige conceptontwerpen op 27 september 2016. Tien dagen eerder werd de naam Interplanetary Transport System door Musk op Twitter bevestigd. 
In juli 2017 kondigde Musk aan met een kleiner ontwerp van het ITS te komen. De afkorting BFR werd in 2017 en 2018 weer gebruikt maar BFR stond toen voor Big Falcon Rocket. Inmiddels is de officiële naam Starship geworden. Het volledig herbruikbare Starship, waarvan de boostertrap Super Heavy heet, wordt ook geschikt voor commerciële lanceringen en moet op den duur de andere raketten en ruimtevaartuigen van SpaceX vervangen. Mogelijk zal het Starship ook voor intercontinentale passagiersvluchten worden ingezet. Een eerste prototype werd in 2019 gebouwd (en bij een test vernietigd). Anno 2020 bouwt SpaceX in Boca Chica in hoog tempo prototypes die regelmatig sneuvelen tijdens tests. Met deze trial-and-error-methode hoopt het bedrijf snel tot een volwassen ruimteschip zonder kinderziektes te komen.

#### Raptor
SpaceX werkt voor Starship aan de Raptor-raketmotor. Deze zal anders dan eerdere raketmotoren op vloeibaar methaan en vloeibare zuurstof werken. De techniek achter de Raptor is de zeer effectieve maar technisch ingewikkelde Full-flow Staged Combustion cycle (FFSC) die nog maar twee keer eerder werd gedemonstreerd (Energomash RD-270 in 1969 en Aerojet Rocketdynes Integrated Powerhead in 2006) en nog nooit in een raket is toegepast. 
De stuwkracht-gewichtsverhouding van de Raptor moet effectiefste ooit zijn waarmee de Raptor het record van de Merlin 1D zal overtreffen. Deze raketmotoren zijn bedoeld voor de BFR, de nieuwe generatie draagraketten-en-ruimteschepen die de Falcon-raketten en Dragon-ruimteschepen overbodig moeten maken. 
Op 13 januari 2016 kreeg SpaceX een subsidie van 61.392.710 Amerikaanse dollar van het Pentagon toegewezen om een prototype van de vacuüm-versie van de Raptor te ontwikkelen en bouwen. Dit om Amerika voor de toekomst onafhankelijk van buitenlandse leveranciers te maken voor rakettechnologie. Het eerste complete maar verkleind uitgevoerde prototype van een Raptor is inmiddels gebouwd heeft sinds september 2016 in totaal 1200 seconden aan hotfire-tests op de McGregor-testfacility in Texas ondergaan. De eerder genoemde subsidie van het Department of Defense werd in oktober 2017 uitgebreid met nog een 40,7 miljoen dollar om een Raptor op ware grootte te bouwen. Het beoogde formaat en de bijbehorende kracht van de Raptor is in een aantal maal verkleind omdat het nog veranderende ontwerp van de BFR dat vereiste. In februari 2019 werd de eerste Raptor op volledig formaat getest. Naar verwachting zal de Raptor eind maart de eerste hoppervlucht van de Starhopper voortstuwen.
De Raptor zou als upperstage-motor als voordeel hebben dat methaan langere tijd stabiel te gebruiken is in de ruimte, omdat het niet bevriest zoals nu nog gebruikte RP-1-raketkerosine.

#### SpaceX South Texas Launch Site
SpaceX bouwt in Boca Chica bij Brownsville in Texas een eigen lanceerinrichting. Oorspronkelijk was het de bedoeling dat alle typen SpaceX-raketten hier gelanceerd zouden worden. maar de lanceerbasis wordt nu voor Starship ingericht. Doordat de aangevoerde funderingsgrond bij Boca Chica langzamer stabiliseerde dan eerder werd verwacht was de oorspronkelijk geplande oplevering in 2017 niet mogelijk. SpaceX huurt ook lanceerplaatsen op Cape Canaveral (platform 40 voor de Falcon 9 en platform 39a voor de Falcon Heavy en bemande Falcon 9/Dragon 2-missies) en Vandenberg Air Force Base. Bij de toekomstige lanceerbasis is al een van NASA gekochte tracking-antenneschotel geplaatst. Door het hoge tempo waarmee SpaceX Falcon-raketten kan lanceren vanuit Florida is de urgentie voor een Falcon-basis in Texas verdwenen. SpaceX bouwt er daarom nu een lanceerbasis voor Starships In 2018 kwam de bouw van het Lanceercomplex op gang. Ook worden sinds december 2018 de prototypes voor Starship in Boca Chica gebouwd en getest en zal de Starship-werf in Boca Chica ook een van de (minimaal) drie locaties voor de bouw van uiteindelijke Starships zijn.

### Starlink-satelliet-internet
SpaceX ontwikkelt satellieten waarmee overal op Aarde toegang tot het internet moet zijn. Google heeft dit project voor één miljard dollar gefinancierd. Er worden tot 12.000 van deze satellieten (met het formaat van een kleine koelkast) gelanceerd. Hiermee begeeft SpaceX zich voor het eerst op het gebied van satellietbouw.
In november 2016 heeft SpaceX een aanvraag voor het testen van internetsatellieten ingediend bij de Federal Communications Commission. In 2017 werd hiervoor de merknaam Starlink vastgelegd. 22 februari 2018 werden de eerste twee test-satellieten gelanceerd. Een grotere serie testsatellieten werd in mei 2019 gelanceerd. 
Op 29 maart 2018 verkreeg SpaceX de FCC-vergunning voor de te gebruiken golflengten. De helft van de satellieten zou in 2024 werkzaam moeten zijn. Gebruikers zouden overal op Aarde over internet kunnen beschikken met een antenne zo groot als een pizzadoos.
Starlink kreeg extra (en positieve) publiciteit toen Elon Musk na de Russische invasie van Oekraïne sinds 2022 grote aantallen Starlink-terminals aan Oekraïne ter beschikking stelde, zodat zaken als bankverkeer en internetcommunicatie in Oekraïne konden blijven functioneren. Maar ook Oekraïense troepen prezen Starlink als een baanbrekend stuk satelliettechnologie waarmee ze Russische troepen beter konden targetten met artillerie en drones. Al na enkele maanden werd duidelijk dat SpaceX zich ongemakkelijk voelde bij dit creatieve militaire gebruik door Oekraïne, dat nooit zo bedoeld was. Vervolgens probeerde het bedrijf het Amerikaanse Ministerie van Defensie te laten betalen voor het Oekraïense gebruik van Starlink. Deze -controversiële- gesprekken liepen evenwel op niets uit. Daarop sloot SpaceX in februari 2023 bepaalde Starlink-faciliteiten af voor militair gebruik door Oekraïense drones.

### Hyperloop
Hyperloop is een concept voor personentransport met zeer hoge snelheden door vacuüm gezogen buizen dat Elon Musk heeft bedacht. Omdat hij aan de bedrijven SpaceX, Tesla, Inc. en SolarCity al zijn tijd besteedde, heeft hij het idee gratis beschikbaar gesteld aan iedereen die het verder wil ontwikkelen. SpaceX bouwde echter wel een hyperloop-testopstelling waar derden in 2018 en 2019 hun hyperloop-pods in mochten testen. Samen met The Boring Company, een offshoot-bedrijf van SpaceX organiseert SpaceX de Hyperloop Competition waarbij teams van Universiteiten met hun Hyperloop-pods om het beste resultaat (ontwerp-kwalificatie en acceleratie) strijden. De testopstelling was in 2022 weer afgebroken.

## SpaceX Starshield
SpaceX werkt ook aan militaire satellieten, SpaceX Starshield: 'terwijl Starlink is ontworpen voor consumenten- en commercieel gebruik, is Starshield bedoeld voor overheidsgebruik', legde SpaceX uit bij de stille lancering in december 2022. Het bedrijf heeft in 2021 een geheim contract ter waarde van 1,8 miljard dollar afgesloten met het United States Department of Defense, zo bleek uit documenten van The Wall Street Journal.

## Faciliteiten
SpaceX heeft een aantal faciliteiten verspreid over de Verenigde Staten.

### Hoofdkwartier
Het hoofdkwartier is gevestigd in Hawthorne, Californië, hier worden nieuwe technologieën ontwikkeld, en ook de fabriek waar de Falcon-raketten en Dragon-ruimteschepen worden gebouwd is daar gevestigd.

### BFR/Starship-fabriek in LA
In maart 2018 kreeg SpaceX toestemming om in de haven van Los Angeles een sinds 2005 braakliggend terrein van ruim 7,5 hectare, met daarop een aantal leegstaande gebouwen te verbouwen tot een fabriek waar hun nieuwe raket BFR gebouwd zou worden. Naar deze locatie zou worden uitgeweken omdat de BFR te groot zal zijn om over de weg te vervoeren en dus per schip naar de lanceerbases moet worden vervoerd. Op deze locatie zouden ook Falcon 9-boosters worden onderhouden. 
In het najaar van 2018 waren voorbereidingen in volle gang. Het aangrenzende dok (aanlegplaats 240) was ook een tijd de ligplaats van Drone-schip Just Read the Instruction. Op 16 januari 2019 gaf SpaceX aan de prototypes voor Starship in Zuid-Texas te zullen bouwen. In maart 2019 zegde SpaceX de huur op en verliet het het terrein. Doordat het Starship-ontwerp sinds november 2018 een roestvaststalen raket behelst in plaats van het eerdere koolstofvezel ontwerp, is het gemakkelijker deze raketten bij de lanceerbases te bouwen.
In januari 2020 bleek dat SpaceX en het gemeentebestuur van San Pedro opnieuw onderhandelden over hetzelfde terrein, om er alsnog een Starship-werf van te maken. Dit om de productie van Starships te vergroten. Het zou daarmee de derde locatie worden waar Starships worden gebouwd. Op 25 februari 2020 werd het huurcontract met de bijbehorende vergunningen definitief goedgekeurd, om amper een maand later door SpaceX alweer te worden opgezegd.

### McGregor Test Range

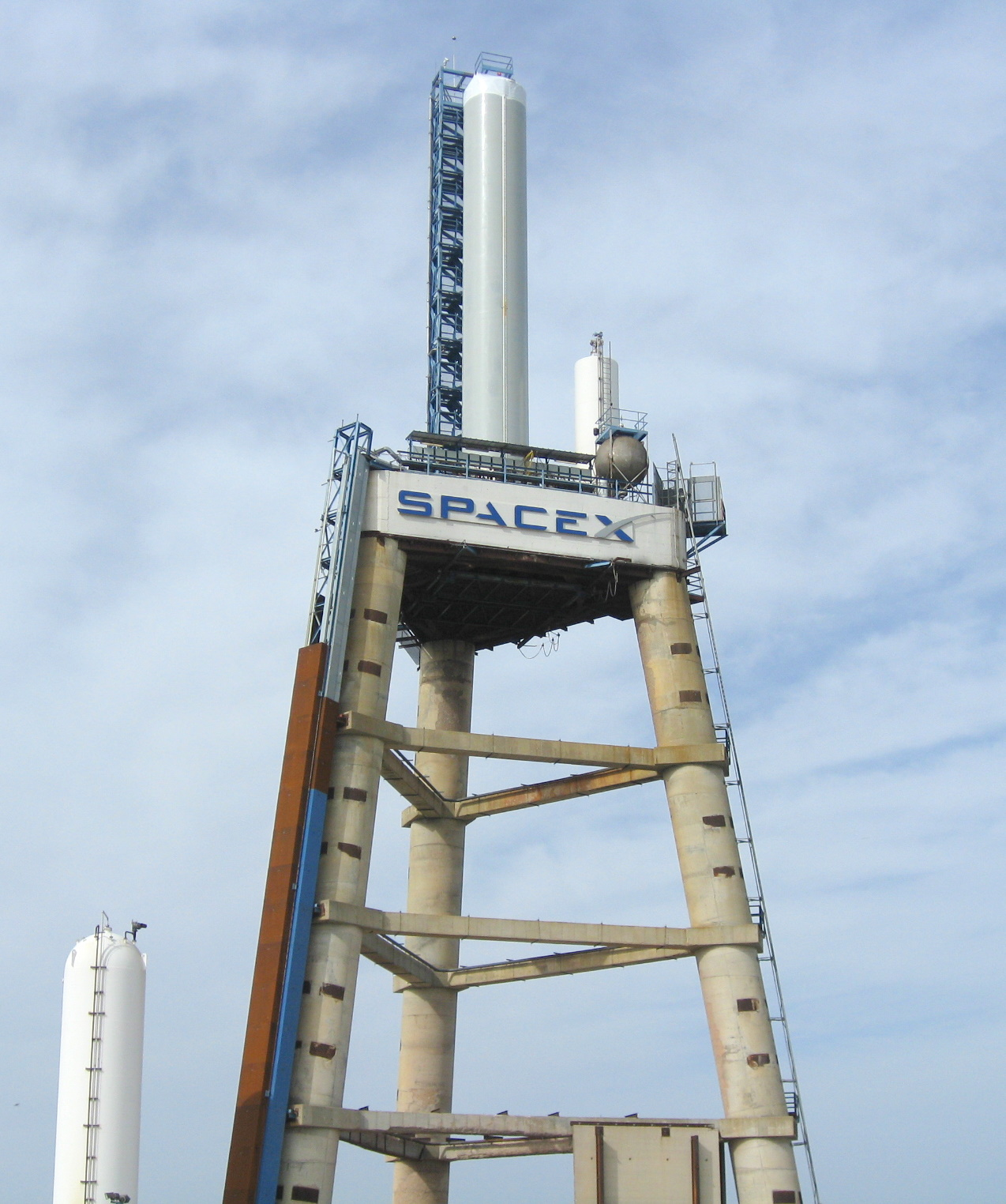
De "Tripod test stand" van het testterrein McGregor werd eind 2019 verbouwd tot verticale testinstallatie voor Raptor-motoren. Eerder werden er de negen hoofdmotoren van de Falcon 9 1.0 en 1.1 boosters getest. De Tripod stamt uit 1997-2000 toen Beal Aerospace hier raketmotoren testte.

Raketten en raketmotoren worden getest op de McGregor Test Range, bij Mc Gregor, Texas, waar testopstellingen voor zowel losse motoren als complete rakettrappen staan. Ook de Grasshopper- en Falcon 9R Dev-testvluchten waarmee de techniek en kennis voor raketlandingen werd ontwikkeld werden hier uitgevoerd. De Grasshopper staat sinds zijn laatste vlucht nog steeds op het landingsplatform.
In juli 2021 werd de bouw van een fabriek voor Raptor 2-motoren op dit terrein aangekondigd. Het ontwerpen en bouwen van prototypes zal in Californië blijven gebeuren, maar de serieproductie zal in McGregor plaatsvinden. Op het terrein was van 1942 tot en met 1995 een bommenfabriek Bluebonnet Ordnance Plant gevestigd. Van 1997 tot en met 2000 had Beal Aerospace het terrein in gebruik voor testen.

### Hangars, lanceer- en landingsplaatsen
SpaceX leaset lanceercomplex 40 van het Cape Canaveral Airforce Station en lanceert daar Falcon 9’s. Ook LC-39A, dat enkele kilometers noordelijker op het Kennedy Space Center ligt, wordt sinds 2014 door SpaceX gehuurd en is aangepast om er al dan niet bemande Falcon 9’s en Falcon Heavy's te lanceren. 
De eerste SpaceX-lancering vanaf LC-39A was in februari 2017. Voor bemande Falcon 9-Dragon 2-vluchten moesten er toen nog enkele aanpassingen worden gedaan. Het voormalige Cape Canaveral-lanceercomplex 13 wordt door SpaceX geleaset en is omgebouwd tot een landingsplaats en omgedoopt tot Landing Zone 1 en Landing Zone 2. LZ-1 bestond in 2015 uit één groot landingsplein waarop de 'X' van het SpaceX-logo is geschilderd. Een bouwvergunning voor uitbreiding naar drie landingsplaatsen en een tijdelijke Dragon Processing Facility, zodat er voldoende landingsruimte is voor SpaceX' drukke lanceerschema en Dragons er uitgeladen kunnen worden, is afgegeven.. 
Er werd in 2017 een tweede landingsplein LZ-2 bijgebouwd voor dubbele Falcon Heavy-landingen. Doordat de Dragon 2 later gereed kwam zijn er op deze lijstje nooit dragons in- en uitgeladen. Wel worden de motoren van de Dragon 2 er getest. Om boosters van de landingsplaatsen of Port Canaveral naar de hangars te vervoeren, gebruikt SpaceX een gemodificeerd Shuttle Orbiter Transport System. Dat is een voertuig met 76 wielen dat eerder werd gebruikt om ruimteveren van de landingsbaan naar de shuttle-hangar te brengen.
Aan de Amerikaanse westkust least SpaceX SLC-4E van de Vandenberg Air Force Base om ladingen in polar orbit te brengen. Ook heeft het daar een landingsplaats op de locatie waar eerder lanceercomplex SLC-4W was genaamd Landing Zone 4.
Bij alle SpaceX-lanceerplaatsen staat een Horizontal Integration Facillity-hangar, waar de rakettrappen en ladingen in horizontale positie tot een geheel worden geïntegreerd. Op de CCAFS huurt SpaceX ook de voormalige Solid Rocket Motor Assembly Facility van het I-T-L, waar vroeger de SRM's van Titan-raketten werden geïntegreerd. SpaceX gebruikt het als Satellite Processing and Integration Facility alwaar men satellieten, neuskegels en Dragons integreert tot een gedeelte dat op de raket geplaatst kan worden. Ook huurt SpaceX tijdelijk Cape Canaveral Hangar A-O om rakettrappen op te slaan.
SpaceX huurt sinds 2016 ook een grote hal in Port Canaveral (ligplaats van het landingsschip en niet ver van Landing Zone-1) waar in de toekomst Dragons en rakettrappen opgeslagen en opgeknapt zullen worden. In 2017 werd een vijfjarig huurcontract voor dit voormalig SpaceHab gebouw gesloten dat op 1 april 2017 ingaat.
In 2021 werd op SpaceX’ terrein aan Roberts Road op het Kennedy Space Center een nieuwe hangar, Hangar X, in gebruik genomen. Hierin worden Falcon-boosters onderhouden en Falcon 9-raketten geïntegreerd die vervolgens in hun geheel naar de hangars bij de lanceerplatforms worden verreden. Hierdoor kan er korter achter elkaar worden gelanceerd omdat de hangars bij de lanceerplatforms per lancering minder lang bezet worden gehouden. Achter Hangar X is sinds begin 2022 een Starship-fabriek in aanbouw.

### Zee-vloot

#### Landingsschepen
SpaceX maakt gebruik van autonome droneschepen (ASDS'en) met een groot vlak om de eerste trappen van de Falcon 9 en de Falcon Heavy op te landen. De SpaceX-landingsschepen zijn verbouwde dekschuiten. Elon Musk heeft meermaals benadrukt dat, gezien het feit dat de dekschuiten met eigen motoren zijn uitgerust, de term "barge" (Engels voor 'dekschuit') niet meer op zijn plaats is maar "ship" (schip) het juiste woord is. De twee oudste schepen worden echter wel door duwboten naar en van de havens en landingsplaatsen gebracht. De eigen motoren worden alleen ingezet voor GPS-gestuurde positionering op de landingsplaats.
SpaceX had van 2015 tot 2021 twee droneschepen in gebruik en had in de eerste helft van 2015 nog een derde tijdelijk prototype in gebruik gehad. Deze is echter buiten werking gesteld.
Het oudste droneschip heet 'Of Course I Still Love You' (officiële naam: Marmac 303). Dit droneschip opereerde van 2016 tot en met het voorjaar van 2021 vanuit de Port Canaveral. In juli 2021 verhuisde dit droneschip op het dek van de Mighty Servant 1 naar Los Angeles om bij lanceringen vanaf Vandenberg Space Force Base in actie te komen. Het tweede droneschip heet 'Just Read the Instructions' (officiële naam: Marmac 304). Dit droneschip was van 2016 tot en met actief aan de westkust bij lanceringen vanaf Vandenberg. Het werd in 2019 geüpgraded en naar Port Canaveral is verhuisd omdat het aantal lanceringen in Florida flink zou toenemen en er voorlopig geen droneschip-landingen aan de westkust op de planning stonden. De schepen zijn vernoemd naar ruimteschepen uit de sciencefictionreeks The Culture van auteur Iain Banks.
Eerder was er een gehuurd platform aan de oostkust (Marmac 300), waarop SpaceX een tijdelijk landingsplatform had geplaatst dat tot juni 2015 actief was als prototype en de eerste twee mislukte experimentele landingen te verstouwen kreeg. Dit eerste landingsschip droeg de naam 'Just Read the Instructions'. Na buitengebruikstelling werd de naam op de vervanger van dit schip overgedaan.
Met de bouw van een derde ASDS met de naam 'A Shortfall of Gravitas' (ASoG, officiële naam Marmac 302) was in begin 2018 aangevangen om een hoger lanceertempo en/of dubbele boosterlandingen op zee van de Falcon Heavy vanuit Florida te bewerkstelligen. Die naam is een variatie op Ian Banks schip Experiencing A Significant Gravitas Shortfall. De bouw werd echter gepauzeerd omdat het schip voorlopig nog overbodig was daar SpaceX verwachtte in 2019 minder GTO-communicatiesatellieten te lanceren omdat er in 2018 minder in productie waren. Op 9 juli 2021 publiceerde Musk beelden van de proefvaart van ASoG. Het bleek significant af te wijken van de andere droneschepen. Het belangrijkste verschil is dat het op eigen kracht kan varen en daarvoor geen (te huren) sleepboot nodig heeft.
Droneschip OCISLY is bij een aantal landingsincidenten beschadigd door brand, harde landingen of explosies. Het landingsdek is echter zo opgebouwd dat beschadigde dekdelen vrij snel te vervangen zijn.

#### Andere schepen
De schepen aan de oostkust van de Verenigde Staten hadden in 2015 Jacksonville als thuishaven. Sinds 2016 hebben deze Port Canaveral, dat veel dichter bij de lanceerbases op Cape Canaveral en Merritt Island ligt, als thuishaven. Daar had SpaceX ook een grote mobiele hijskraan op de kade staan om de core-boosters op land te takelen. Deze kraan werd in 2019 vervangen door een nog grotere mobiele hijskraan die eigendom van de haven is en ook door concurrent Blue Origin voor New Glenn-boosters gebruikt zal worden. 
Tot de oostkust-vloot behoren ook de volgschepen GO Quest en GO Searcher die onder meer personeel van en naar het droneschip brengen. “GO” staat voor de rederij Guice Offshore die de schepen aan SpaceX verhuurt. In 2018 werd ondersteuningsschip GO Pursuit aan de vloot in Florida toegevoegd om neuskegelhelften te vangen. Maar voor die taak werd dit schip nooit ingezet omdat daarvoor grotere en snellere schepen gehuurd werden. Wel heeft Go Pursuit enkele neuskegelhelften uit zee gevist.
De schepen aan de westkust van de Verenigde Staten hebben als thuishaven de haven van Los Angeles. Tot de westkust-vloot behoren de volgschepen NRC Quest en tot begin 2019 de gehuurde boot Mr Steven die laatste is uitgerust met een vangnet op het achterdek waarmee SpaceX neuskegeldelen die aan een parachute afdalen wil vangen. Mr Steven was in februari 2019 van LA naar Florida verhuisd en werd daar in juni 2019 omgedoopt tot GO ms. Tree. De in geldnood verkerende rederij Sea-Tran Marine had het schip verkocht aan Guice Offshore. Een zusterschip genaamd Capt. Elliot werd in augustus 2019 eveneens aan Guice Offshore verkocht en omgedoopt tot GO ms. Chief. Ook dit schip zou bij SpaceX voor het vangen van neuskegelhelften worden ingezet. De neuskegel-vangschepen werden ook uitgerust met een tweede net waarmee ze in staat waren een gemist neuskegeldeel uit het water te vissen. In 2021 had SpaceX nadat het vangen van neuskegels niet al te succesvol was de neuskegels zo aangepast dat ze weinig schade meer van zeewater ondervonden. Go MS Tree en Go MS Chief werden daarop van hun landingsnetten en bijbehorende besturingsapparatuur ontdaan en niet langer door SpaceX gehuurd. Op 6 april 2021 verlieten ze de SpaceX-vloot. Ondertussen werd in maart 2021 tijdelijk de Shelia Bordelon, een groter schip met een hijskraan aan boord gehuurd dat met de taak van het bergen van neuskegels werd uitgerust. Ook de andere, kleinere ondersteuningsschepen van SpaceX kunnen deze taak uitvoeren.

### Satellietenfabriek
SpaceX opende in 2015 een satellietenfabriek in Redmond nabij Seattle. In de fabriek worden Starlink-satellieten geproduceerd. Toen de fabriek in gebruik werd genomen, gingen er zestig technici aan het werk. Dit kan op den duur uitgroeien tot vierduizend medewerkers.

### Lokale kantoren
SpaceX heeft vier lokale kantoren verspreid over de Verenigde Staten. Deze dienen vooral om gekwalificeerd personeel te rekruteren.

## Trivia
- SpaceX gebruikt anders dan andere ruimtevaartbedrijven in zijn raketten en ruimteschepen geen explosieve bouten. De raketten worden met klemmen op de grond vastgehouden. Rakettrappen, ruimteschepen en neuskegelhelften worden met behulp van veersystemen afgestoten. Reden hiervoor is dat Musk ieder onderdeel wil kunnen testen terwijl explosieven slechts eenmalig te gebruiken zijn. De enige explosieven die SpaceX gebruikt zijn voor het zelfvernietigingssysteem van de raketten.
- Een aantal oud-medewerkers van SpaceX zijn zelf NewSpace-start-ups begonnen. Zo was mede-SpaceX-oprichter Jim Cantrell van 2016 tot 2019 CEO van Vector Launch en later Phantom Space die zich op de bouw van zeer lichte lanceervoertuigen richten. Propulsion engineer Tom Markusic is medeoprichter en voormalig CEO van Firefly Aerospace. Tom Mueller startte na zijn vertrek bij SpaceX  het bedrijf Impulse Space. Ook bij Elon Musks tunnelboorbedrijf The Boring Company werken veel (ex-)SpaceX-medewerkers.
- Het woord “norminal“ waarmee SpaceX-medewerker en livestream host John Insprucker de Engelse woorden “normal” en “nominal” samenvoegde is een meme onder ruimtevaartliefhebbers en bekend SpaceX-jargon geworden.

## Galerij

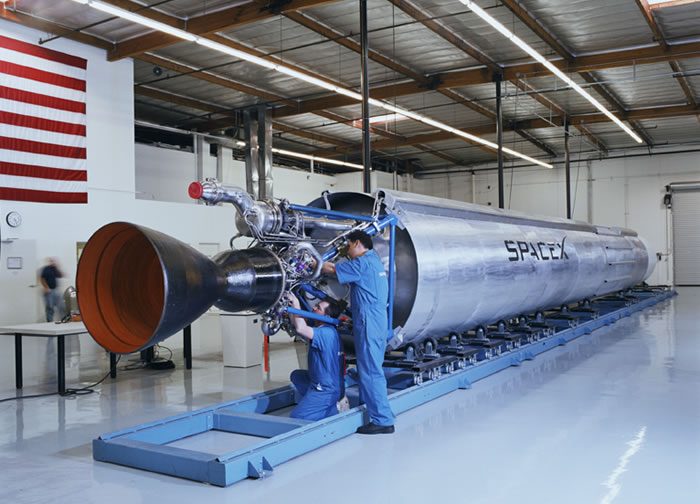
Falcon 1-prototype
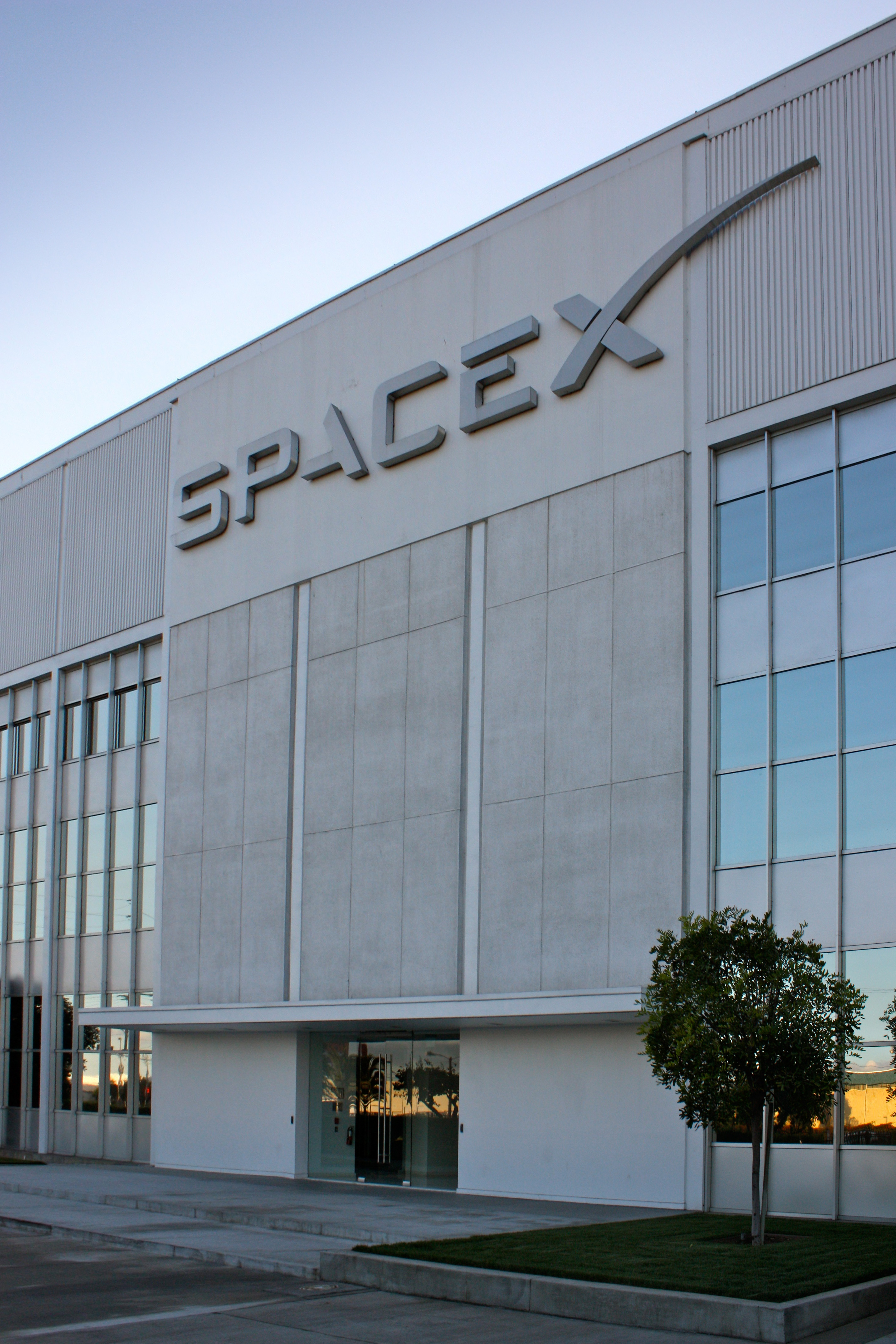
Huidig hoofdkwartier
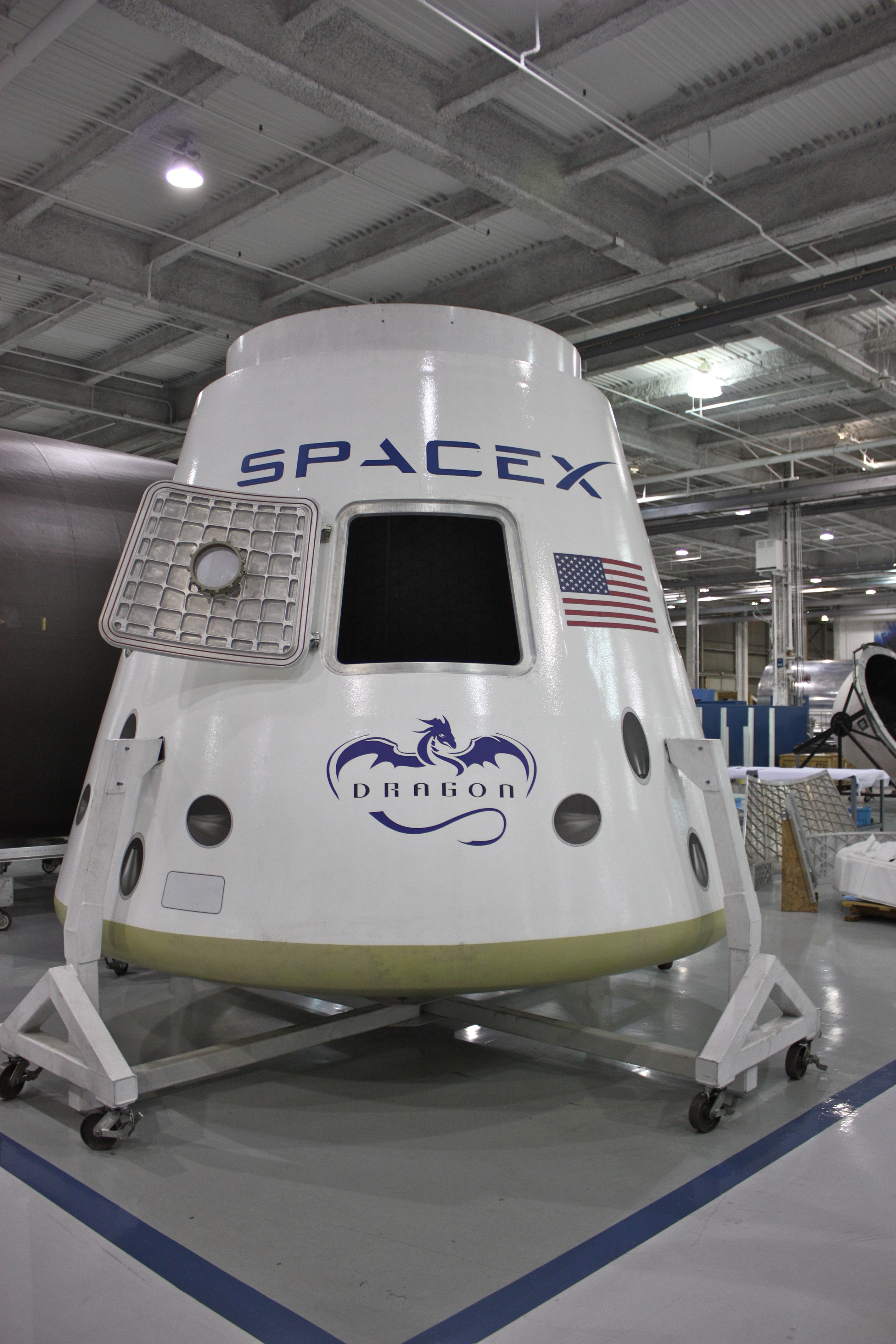
De Dragon-capsule